# Trekking

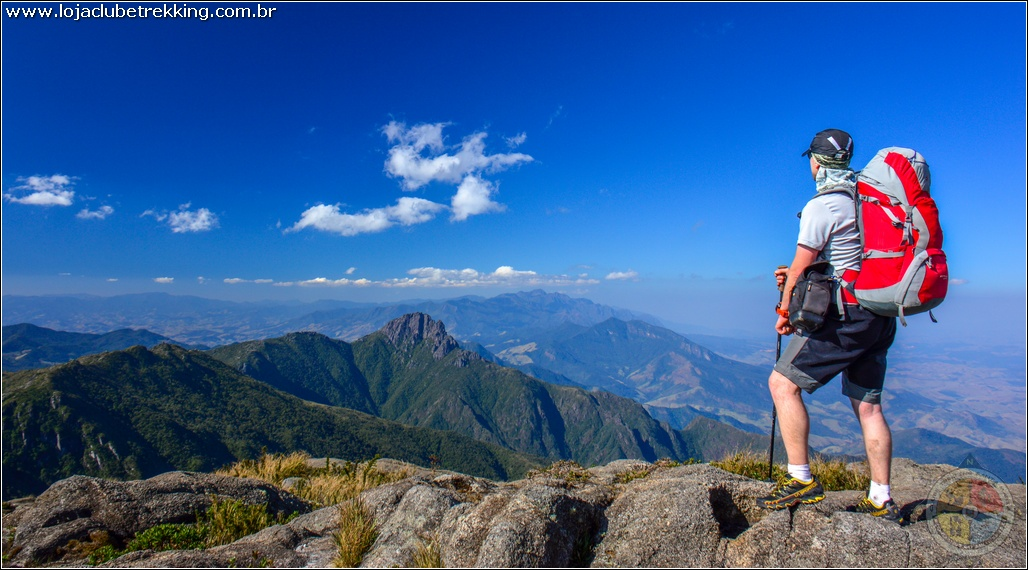
Trekker in der Serra da Mantiqueira; Werbefoto eines brasilianischen Veranstalters für Trekkingreisen

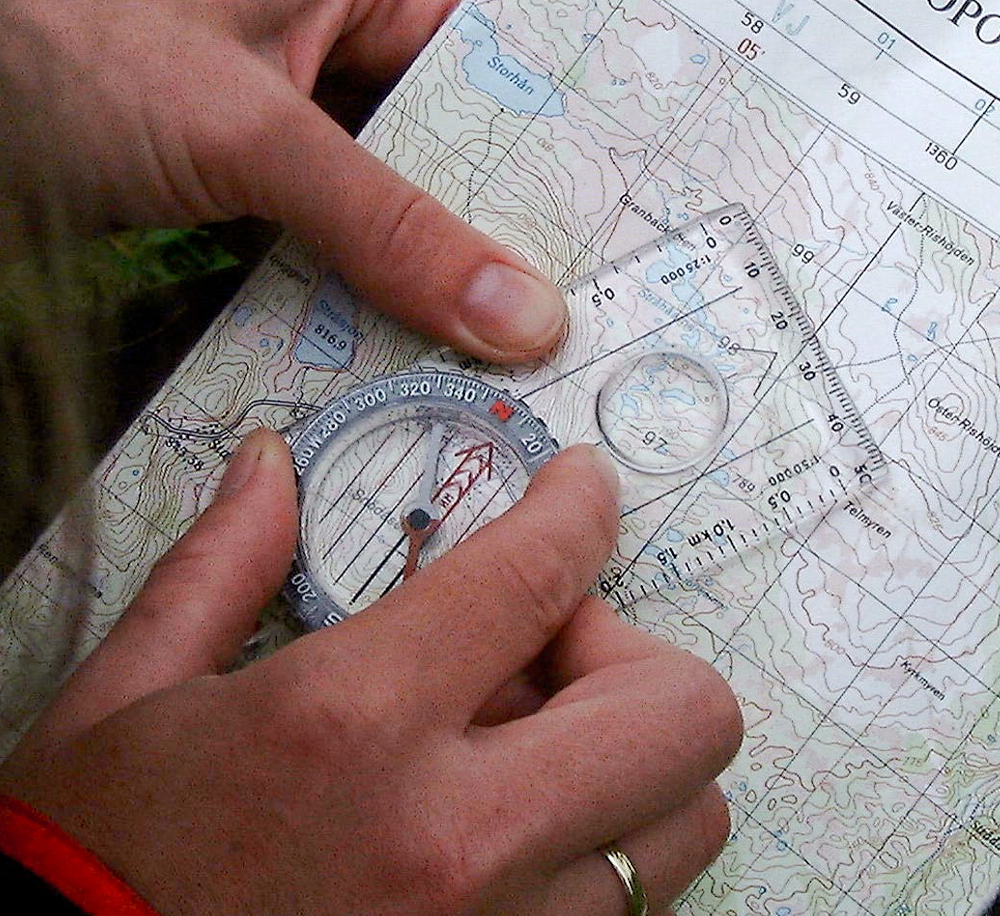
Bei Wildnistouren trotz GPS-Navigation unverzichtbar: Karte und Kompass

Trekking (auch Trecking, von englisch trek ‚Wanderung‘ oder ‚Marsch‘) bezeichnet im engeren Sinn eine anstrengende, mehrtägige Langstreckenwanderung mit großem Gepäck durch das Hochgebirge (klassisch) oder wenig erschlossene naturnahe Landschaften und Wildnisregionen (englisch wilderness trekking). Das oberste Ziel für den Wanderer (Trekker) ist ganz oder größtenteils der Weg selbst bzw. die ununterbrochene und ungestörte Naturerfahrung – bis hin zum Erlebnis herausfordernder Abenteuerreisen. Aus diesem Grund fanden solche Reisen ursprünglich nur mit Trekkingzelt oder Tarp in Regionen mit marginaler Infrastruktur statt (Hütten nur vereinzelt, weglos oder Trampelpfade statt ausgebauter Wege, Waten statt Brücken). Im weiteren Sinn (einer Trendsportart) werden jüngst jedoch auch andere Mehrtagesreisen (über Hütten, Wege, Brücken) in Naturgebieten Trekking genannt, wenn sie ohne motorisierte Transportmittel stattfinden und die Art der Fortbewegung (Wandern, Radfahren, Paddeln u. a.) im Vordergrund steht. Diese „weichen“ Trekkingformen werden heute weitaus häufiger durchgeführt.
Die Bezeichnung Trekking wurde von der Tourismusbranche verbreitet (siehe Kap. Etymologie). Trekkingreisen sind heute ein wichtiger Bestandteil touristischer Angebote im Segment Naturtourismus. Der Begriff wird von den Veranstaltern jedoch immer weiter gefasst, sodass es sich bei manchen Angeboten tatsächlich um normale Wanderreisen handelt, da nur wenig Gepäck getragen werden muss, Übernachtung und Verpflegung komfortabel sind und kaum noch spezielle Outdoor-Kenntnisse notwendig sind. Experten bemängeln diese „Begriffsverwässerung“ und fordern eine klare Abgrenzung zwischen Bergsteigen, Trekking und Bergwandern (Hiking). Hintergrund ist die Tatsache, dass die Risiken eines Treks oftmals verharmlost werden und die sorgfältige persönliche Vorbereitung entfällt, sodass es viel häufiger zu Unfällen und aufwändigen Hilfeleistungen kommt als früher. Die im Verhältnis zum Bergsteigen eher als gering bezeichneten Gefahren (siehe Kap. Abgrenzung) setzen dennoch entsprechende Trekkingerfahrung und umfangreiche Kenntnisse voraus. Sind diese nicht vorhanden oder ist die Ausrüstung unzweckmäßig, liegt das Unfallrisiko deutlich höher.
Diese Entwicklung hat in einigen beliebten Trekkinggebieten zu einer drastischen Zunahme des Tourismus und damit zu einem erheblichen Störfaktor im Naturschutz geführt, auf den von den Behörden teilweise mit Zugangsbeschränkungen und -verboten reagiert wird.
Wandern, Bergwandern und Trekking sind im allgemeinen Sprachgebrauch häufig gleichbedeutende Bezeichnungen, die nicht unterschieden werden. In den deutschsprachigen Alpenländern ist die Bezeichnung Trekking eher unüblich. Schwierige, meist wissenschaftliche Vorhaben, die so bisher noch nicht unternommen wurden, werden gemeinhin als Expedition bezeichnet. Eine Reise zur Wildbeobachtung und Wildfotografie sowie zur Jagd auf Wild in Afrika wird Safari genannt.

## Etymologie

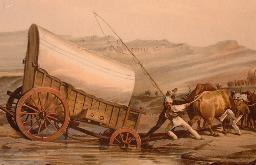
Als „Groot Trek“ wird die Migration der Buren aus der Kapkolonie (Südafrika) zwischen 1835 und 1841 bezeichnet.

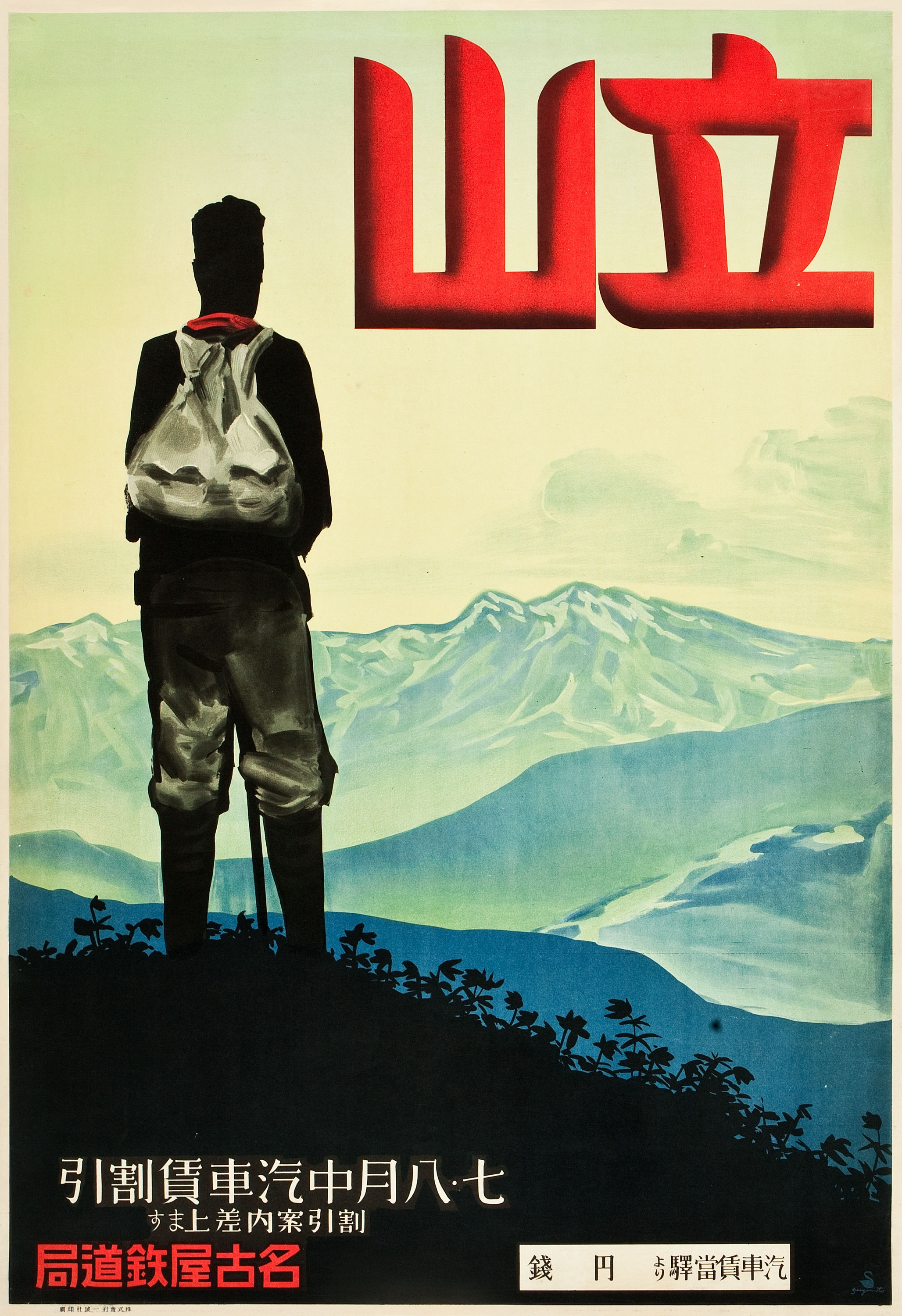
Werbeplakat für Bergwandern in Japan aus den 1930ern

Für den Ausdruck Trekking sind mehrere Ursprünge in den Westgermanischen Sprachen denkbar. Der heutigen Wortbedeutung kommt der niederdeutsche oder niederländische Begriff trekken ‚ziehen‘ am nächsten: Er stand vormals für Menschen, die auf einer mehrtägigen Suche nach neuen Siedlungsgebieten durch abgelegene Regionen zogen. Dieser Ausdruck wurde ebenso als (gefahrvoller) Marsch mit Gepäck durch schweres Gelände verstanden – auch mit Last- oder Zugtieren (Afrikaans „trek“ ‚Zug mit Ochsenkarren‘). Aus dem Afrikaans übernahm das Englische das Wort Trekking, das dann als Anglizismus ins Deutsche Eingang fand.
Seine aktuelle Bedeutung bekam das Wort vor allem mit der Entstehung des Himalayatourismus in Nepal verliehen: Die Faszination der Achttausender, die in den 1950er Jahren begann, lockte neben Bergsteigern immer mehr Touristen an, die ebenso an spannenden Selbsterfahrungen in atemberaubender Urnatur interessiert waren – jedoch ohne Bergsteigererfahrung, Training, extreme körperliche Anforderungen und wochenlange Vorbereitungen.
Veranstalter und Ausrüster im deutschen Sprachraum fördern durch ihre Marketingstrategien eine wesentlich weitere Auslegung des Begriffes im Sinne einer Trendsportart: Zum einen werden auch Tageswanderungen als Trekking bezeichnet, da das Wort moderner, sportlicher und internationaler klingt. Zum anderen werden organisierte Trekkingreisen zunehmend durch verschiedene Zusatzangebote (Lodgeübernachtung, Gepäcktransport, Kulturerlebnisse, Tierbeobachtung usw.) erweitert, die den ursprünglichen Begriff verwässern.

## Abgrenzung

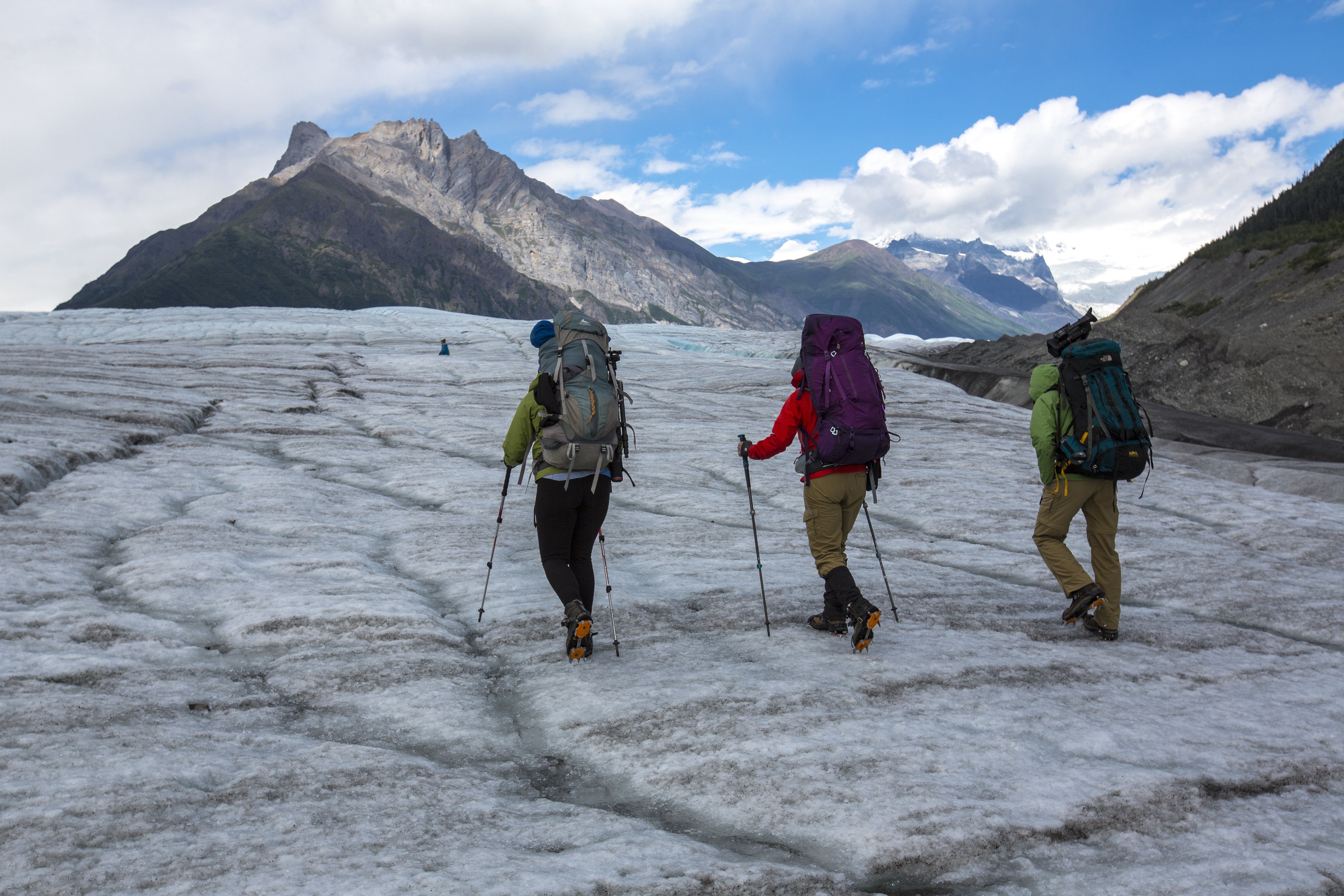
Die Risiken einer Trekkingtour (hier Gletscherüberquerung) liegen zwischen Wandern und Bergsteigen

Der Fränkische Albverein definiert das Wandern als mehrstündige Tour zu Fuß, die in zügigem Tempo durchgeführt wird und hinsichtlich Ausrüstung, Ziel und Anreise nur wenig Vorbereitung erfordert. Trekkingtouren hingegen sind mehrtägige „Unternehmungen“ im Hochgebirge beziehungsweise in anderen abgelegenen naturnahen Landschaften, die ausreichend Fitness, umfangreiche Planung und Vorbereitung (entweder durch den individuell Reisenden und/oder den Reiseveranstalter) und eine spezielle Trekkingausrüstung erfordern. Das Wandertempo richtet sich nach dem Umfang des Gepäcks, den Wetterverhältnissen und den jeweiligen Geländeverhältnissen (Wege, Pfade, weglos; Flachland oder Gebirge; Dichte und Art der Vegetation; Hindernisse usw.).
In seiner engeren Bedeutung steht Trekking bezüglich der Anforderungen und des Risikos zwischen Bergwandern und Bergsteigen:
- Ereignisse sind im Wesentlichen vorhersehbar
- Die Risiken sind vorwiegend kontrollierbar
- gefährliche Situationen treten selten auf
- geringes Verletzungsrisiko und geringes Schadensausmaß

## Trekkingtourismus

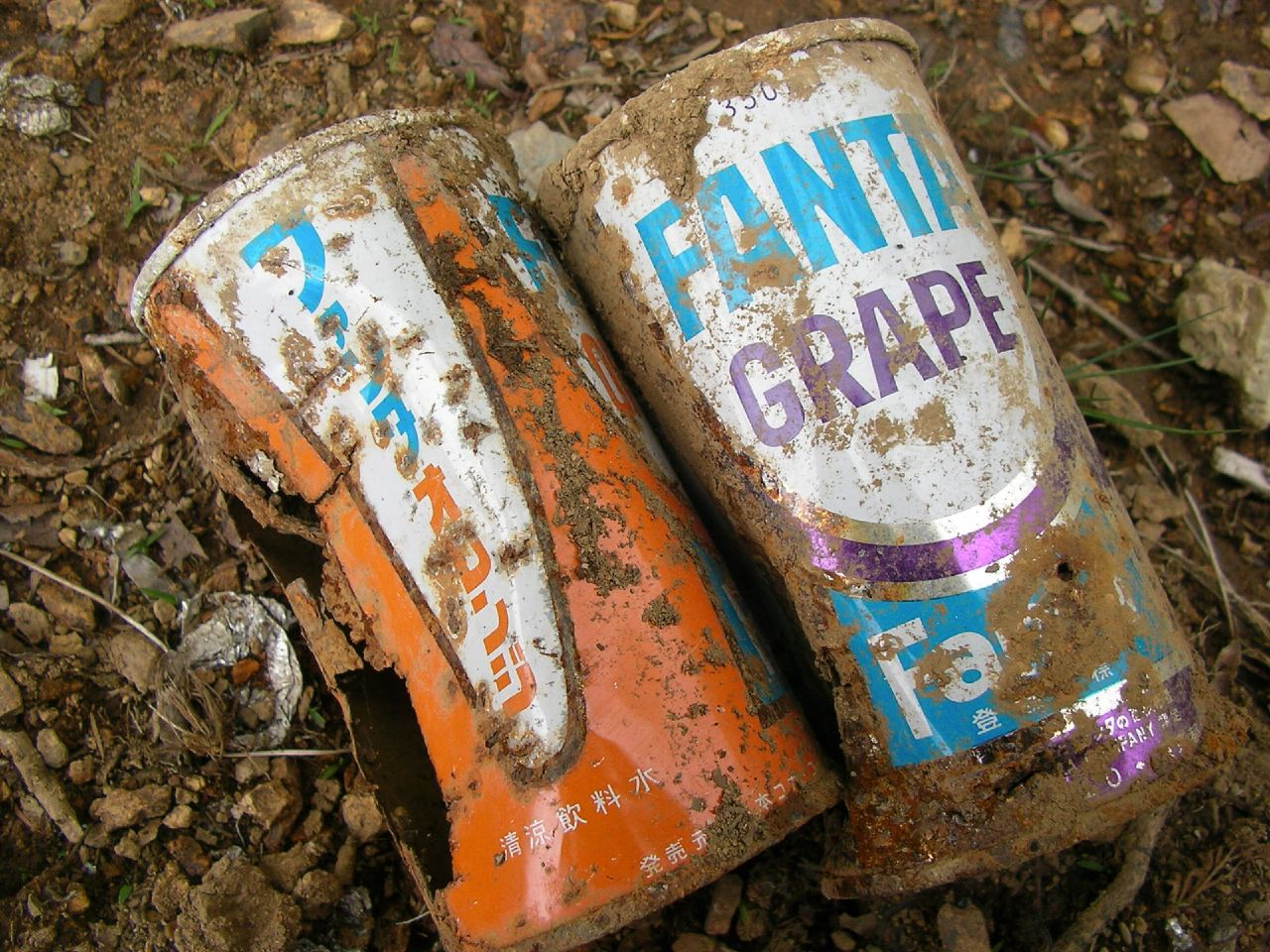
Rostende Getränkedosen im japanischen Gebirge

Die Tourismusbranche hat die Motivation ihrer Kunden zu Trekkingreisen genau untersucht: Das intensive, tagelange Naturerlebnis fernab des Alltags ist wohl die verbindende Motivation aller Trekker. Darüber hinaus gibt es verschiedene persönliche Vorlieben, die eine mehr oder weniger große Rolle spielen: Entweder die Suche nach sportlichen Herausforderungen und Grenzerfahrungen oder das einfache Leben (auf Zeit), kurze „Trekkingabenteuer“ als ein Reisehighlight unter mehreren oder der Wunsch nach einer ausgefallenen, exklusiven Reise.
Der Trekkingtourismus wird heute in drei Segmente untergliedert: Organisierter (pauschaler), semi-organisierter und individueller Trekkingtourismus. Das zunehmende Bedürfnis nach unverfälschter Natur fördert die organisierten Formen, da diese aufgrund deutlich geringerer Anforderungen an Kenntnisse, Fitness und Ausrüstung sowie umfangreichere Komfortmöglichkeiten ein wesentlich breiteres Kundenspektrum ansprechen.
Der Trekkingboom hat zu einer deutlich gestiegenen Zahl von Unfällen und Rettungseinsätzen für unerfahrene und sich oftmals selbst überschätzende Touristen geführt. Obwohl von Massentourismus nur punktuell die Rede sein kann, entstand in den ersten Jahren im Himalaya (und anderen beliebten Trekkingregionen) ein zunehmendes Problem mit unsachgemäßer Müllentsorgung und der Störungen empfindlicher Tier- und Pflanzenpopulationen. Auch von Belastungen und/oder Diskriminierung bis hin zur Ausbeutung der lokalen (oft indigenen Bevölkerung) wird berichtet. Dies hat sich im allgemeinen Trend zu mehr Nachhaltigkeit in den letzten Jahren jedoch verbessert.
Einige typische Folgen eines unkontrollierten Trekkingtourismus bzw. unsensiblen Verhaltens einiger Trekker am Beispiel Schweden:
- Zu große, viel zu viele und falsch angelegte „wilde“ Feuerstellen mit deutlichen Schäden an Böden, Krautschicht und Bäumen (die sehr kurze Vegetationsperiode im hohen Norden „konserviert“ diese Schäden jahrelang)
- weggeworfene Flaschen, Dosen (trotz überflüssigem Gewicht im Rucksack transportiert!), Verpackungen und „Toiletten-Hinterlassenschaften“ zwischen Steinen und hinter Felsen unweit der Pfade
- Störungen der Rentierherden durch wilde „Fotosafaris“
- Offenlassen der Durchgänge an Rentierzäunen und Zerstörungen an den Zäunen führt zu unnötiger Mehrarbeit der samischen Rentierhalter (Wiederfinden und Treiben der Tiere, Reparaturen)
- Dreistes Betreten vermeintlich unbenutzter samischer Koten, Herumstöbern in samischem Eigentum (an Lagerplätzen, Bootsanlegern etc.)
- Tiefe Erosionsrinnen durch abgetretene Pflanzendecke und nachfolgende Regenfälle; häufig direkt neben Bohlenwegen, die zum Schutz der Vegetation angelegt werden
- Verbreiterung der Pfade mit entsprechenden Trittschäden in stark frequentierten Gebieten (etwa Kungsleden mit dem Trekking-Event „Fjällräven Classic“)

In schwedischen Nationalparks wurde zum Teil das Jedermannsrecht eingeschränkt, um die Schäden des Tourismus zu minimieren.

## Voraussetzungen

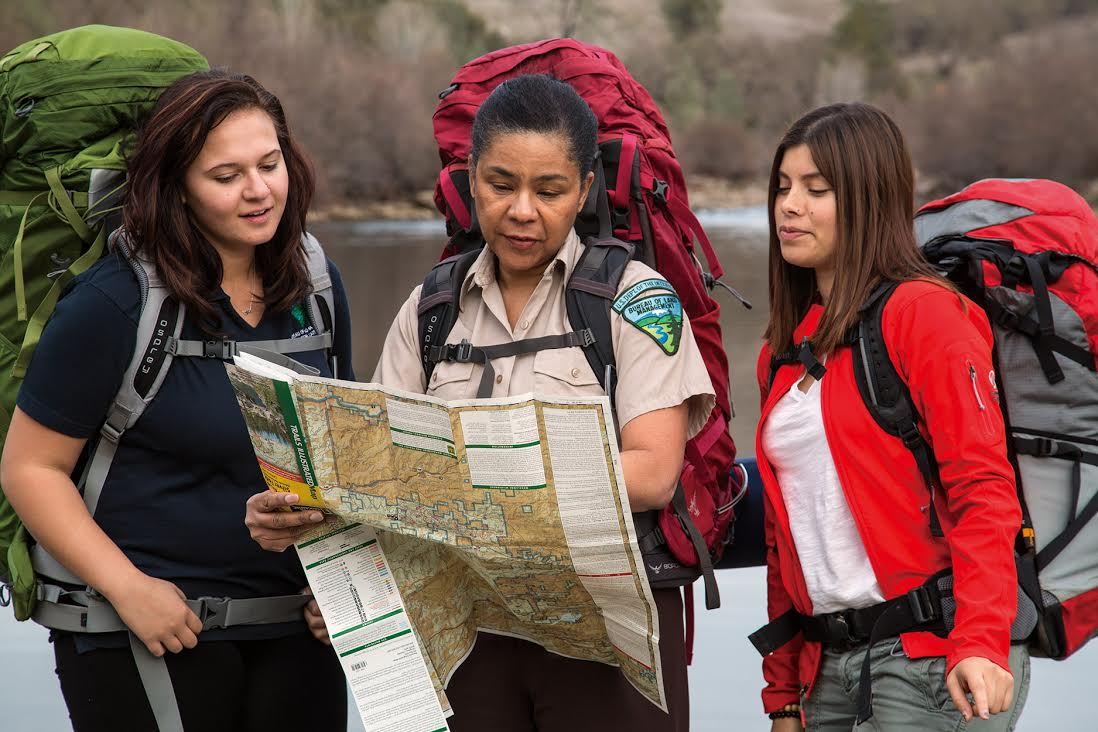
Auf Trekkingtour mit Guide

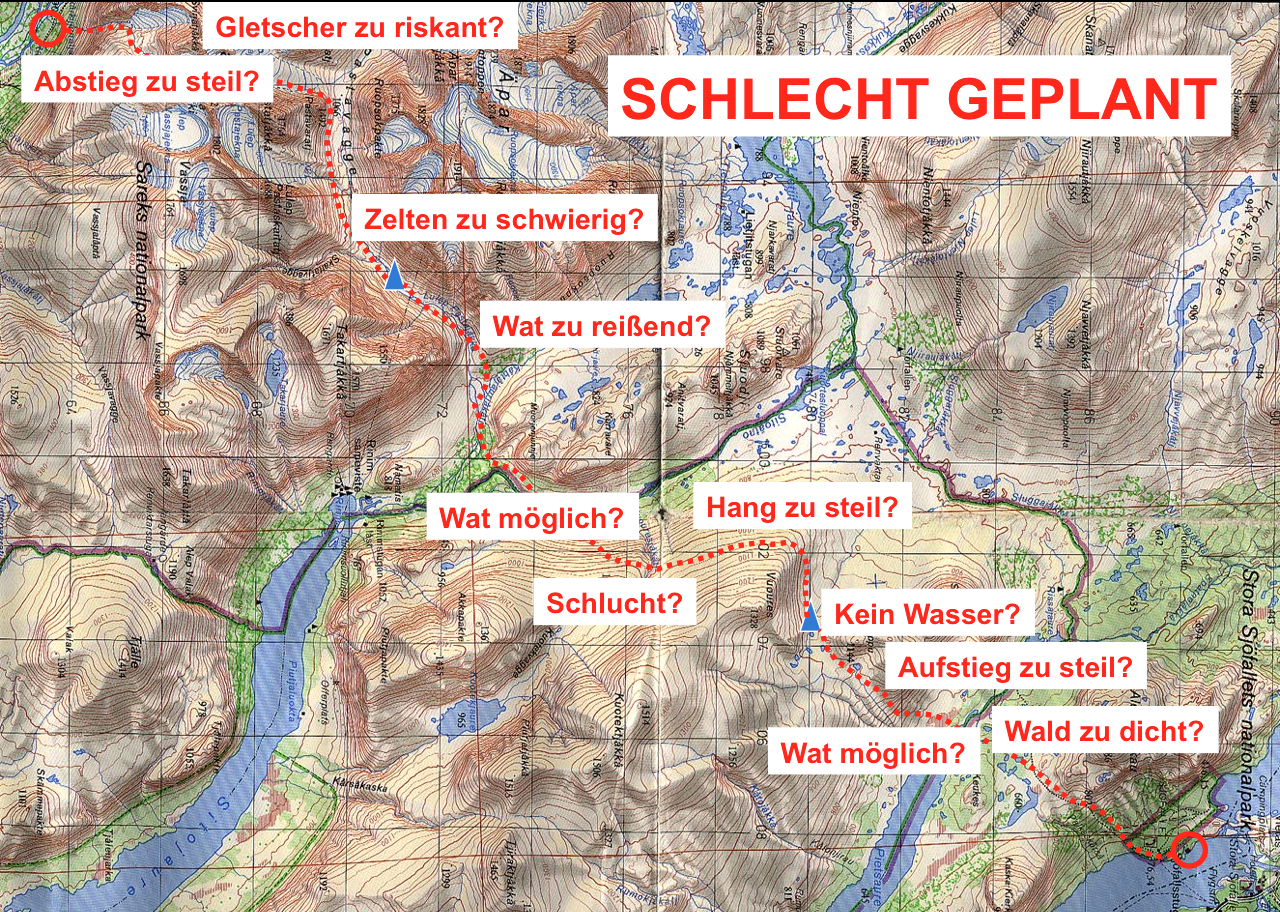
Eine detaillierte Routenplanung ist eine wesentliche Voraussetzung für das Gelingen einer Trekkingtour

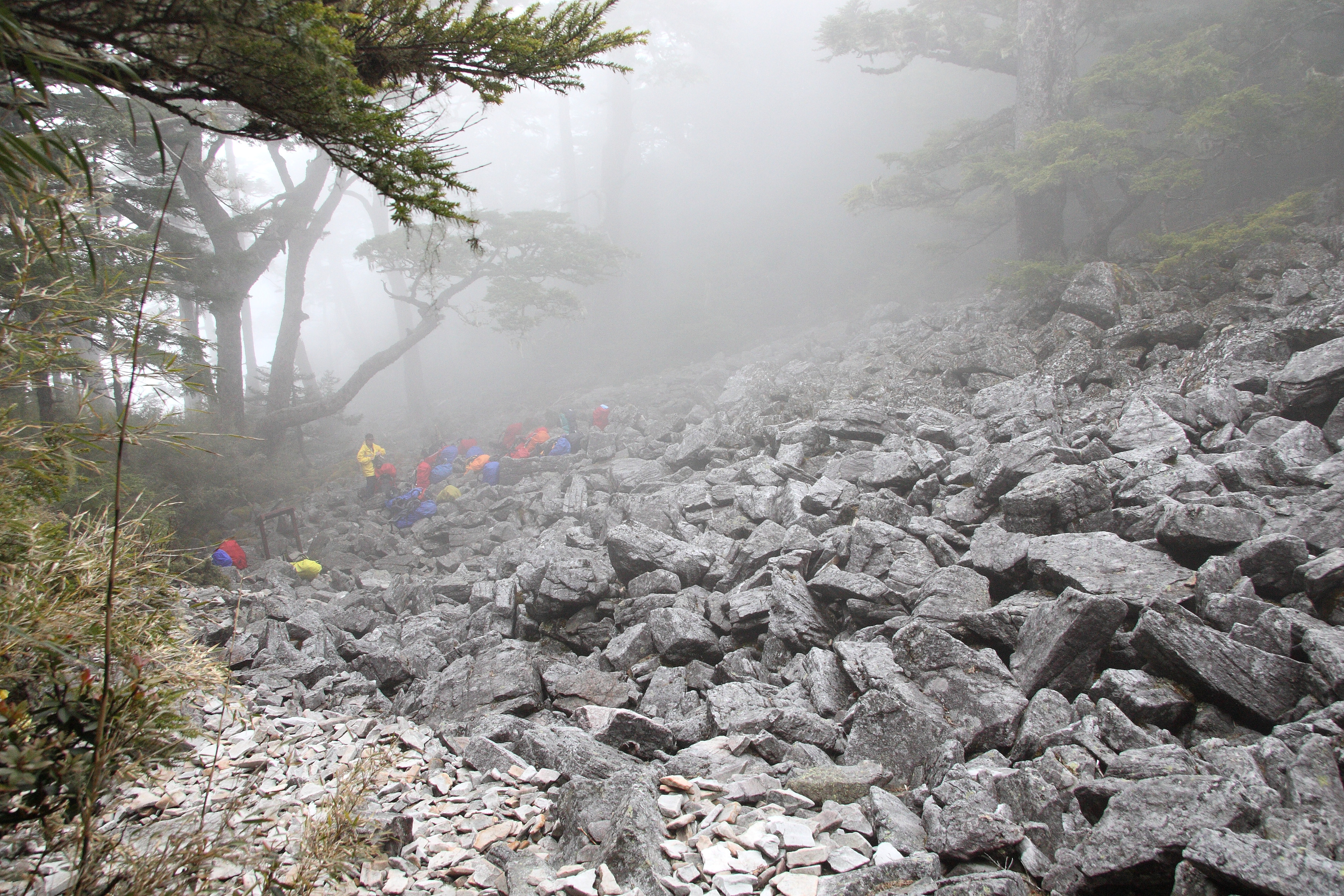
Wettereinflüsse wie Nebel, Schneetreiben oder Gewitter bergen insbesondere bei schwierigen Wegverhältnissen Risiken (Bild: Taiwan)

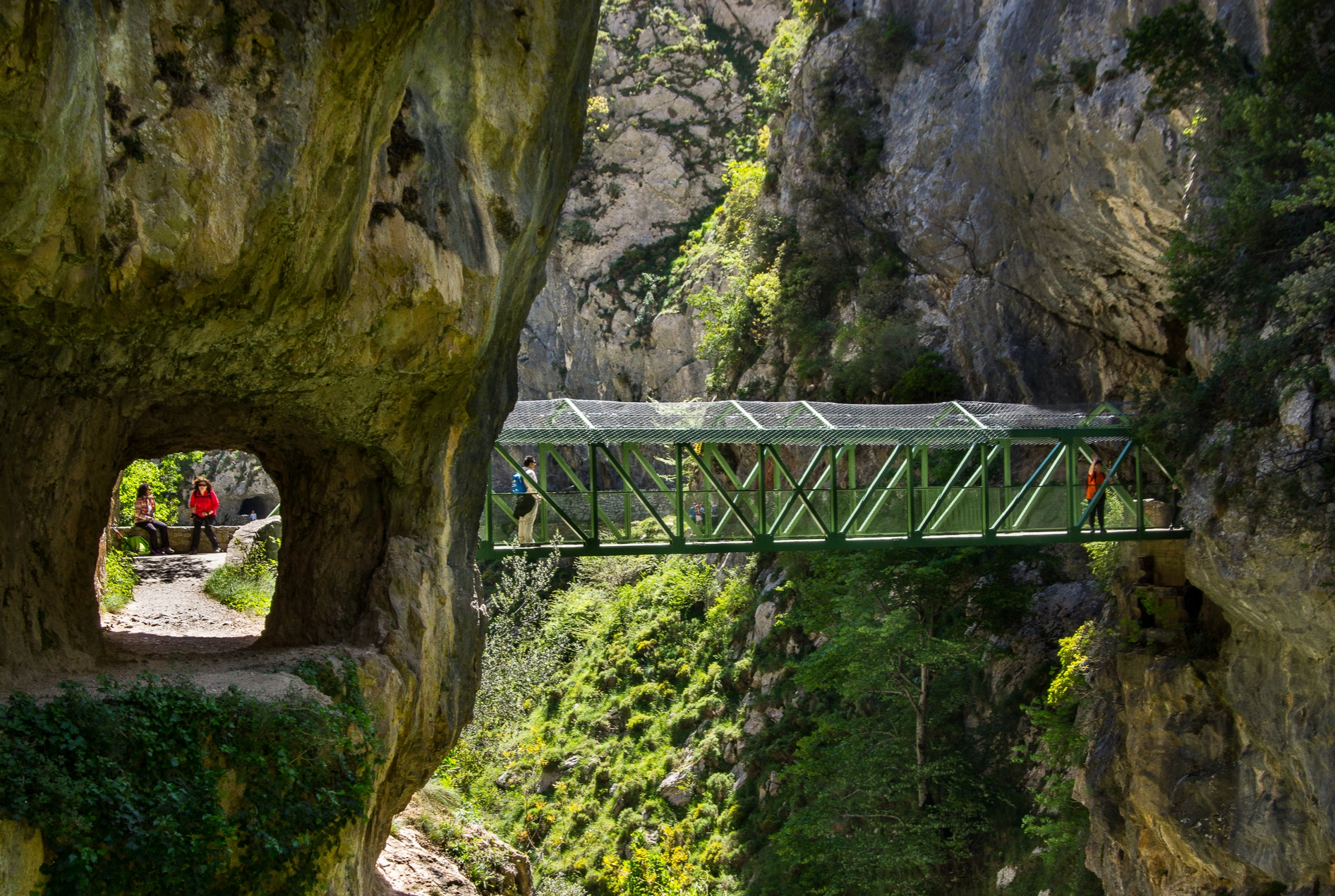
Ruta del Cares auf der Ruta circular Picos de Europa in Spanien: Ein perfekt erschlossener Trek

„Braucht es wirklich all den Kram, den uns die Industrie offeriert? Sicher gab es innovative Neuerungen wie LED-Lampen oder günstige GPS-Geräte. Doch scheint mir bisweilen, das manch einer meint, dank 800 Euro teurer Gore-Tex-Jacke zum Brötchenholen im Porsche Cayenne, automatisch zum Reinhold Messner zu mutieren. Erfahrung und Erleben draußen lassen sich aber nicht durch Katalogblättern kompensieren, und mit Geld ist eben nicht alles zu kaufen.“

Reiseveranstalter setzen neben Kondition auch mentale Stärke und „allgemeine Wildnisfähigkeiten“ voraus, auf die sie meist umfangreich hinweisen. Diese Voraussetzungen werden von den Veranstaltern aus Haftungs-, Image- und Werbegründen auf unerfahrene Touristen ausgelegt. Auch wenn dies sicherlich vielen Kunden im Nachhinein übertrieben vorkommt, gelten diese Dinge umso mehr für individuell geplante Touren, die zudem eine wesentlich aufwändigere Vorbereitung benötigen.

### Planung
Da Trekkingtouren meist fernab von Verkehrswegen und Geschäften stattfinden, müssen die meisten lebensnotwendigen Dinge mitgeführt werden und die Planung erfordert eine wesentlich größere Sorgfalt als für eine Wandertour in Regionen mit ausgebauter Infrastruktur. Während die Planung einer organisierten Trekkingreise mehr oder weniger vom Veranstalter durchgeführt wird, muss sich der Individualtourist mit allen im Weiteren aufgeführten Punkten auseinandersetzen.
Je nach Teilnehmerzahl, Dauer der Trekkingtour und landesüblichen Möglichkeiten wird die Ausrüstung auch von Trägern, Tragtieren oder geländegängigen Begleitfahrzeugen transportiert.

### Zielgebiet, Risiken und Leistungsgrenzen
Die modernen Medien bieten neben verlockenden Bildern und Reportagen aus faszinierenden Landschaften umfangreiche Informationen zu den Trekkinggebieten der Erde. Da hier ganz unterschiedliche Akteure mit diversen Hintergründen und Absichten veröffentlichen, wird den Trekkingtouristen eine intensive Recherche empfohlen, damit sie nicht ungewollt in ein gefährliches Abenteuer geraten. Die Auswahl des Gebietes entscheidet außerdem darüber, ob das weitgehend umweltschonende Trekkingerlebnis tatsächlich nur einen kleinen ökologischen Fußabdruck hinterlässt oder ob dies durch eine Anreise mit Flugzeug oder Individualverkehr unterlaufen wird.
Bei der Auswahl des Zielgebietes sollten vorrangig folgende Überlegungen angestellt werden:
- Versorgungslage: Gibt es am Ausgangspunkt noch Einkaufsmöglichkeiten (etwa für Lebensmittel)? Müssen alle Lebensmittel u. ggf. Trinkwasser mitgeführt werden oder gibt es bewirtschaftete Hütten oder aber Beeren, Pilze, Wurzeln, Fische?
- Notfallszenario: Lässt sich im Notfall von jedem Punkt der Route Hilfe holen? Wie lange würde sie zum Unfallort benötigen?
- Klima, Jahreszeit und Wetter: Ist mit großer Hitze oder Kälte, plötzlichen Wetterumschwüngen, Stürmen usw. zu rechnen?
- Übernachtungsplätze: Wo gibt es Hütten (Abstände) und wie ist ihre Zugänglichkeit? Wo kann man gut zelten (auch an Verbote denken)?
- Relief: Erfordert das Höhenprofil große Auf- und Abstiege (etwa über Gipfellagen)? Ist das mit dem Rucksackgewicht individuell machbar (Kondition, Gelenke)?
- Streckenführung
  - Markierte Wanderpfade: Existieren Sicherungen an Felsstrecken u. Abbruchkanten, Brücken über Gewässer, Bohlenwege über Feuchtgebiete u. a. schwierige Passagen? Müssen Gewässer durchwatet werden (Größe, Flussgeschwindigkeit und Wasserstand)?
  - Unmarkierte Pfade: Reichen die Kenntnisse der Teilnehmer in Sachen Navigation (in der Wildnis vorrangig nach Karte und Kompass) aus?
  - Weglos: Ist die gewählte Route hinsichtlich der Topographie und möglicherweise unpassierbarer Feuchtgebiete, schwieriger Geröllfelder oder kaum zu durchdringender Vegetation überhaupt realistisch?
- Tourenlänge: Wie lange dürfen die Tagesetappen maximal sein (bei mehreren Trekkern gilt die Leistungsgrenze des „schwächsten“ Teilnehmers)? Wie viele Tage außerhalb der Zivilisation sind für die Teilnehmer angenehm?

Eine gut geplante Route, die neben dem erhofften Erlebniswert auf einer gut durchdachten Risikoeinschätzung beruht, ist die wichtigste Voraussetzung für das Gelingen einer Trekkingtour. In abgelegenen Regionen ist es ungleich folgenschwerer, sich zu verlaufen oder in eine Notsituation zu geraten. Die folgende Tabelle kann als erste Hilfestellung zur Risikoeinschätzung geplanter Touren verwendet werden (jede Zeile steht für sich, sodass ein „durchschnittliches Risiko“ ermittelt werden kann).
| Risikoeinschätzung Trekkingtouren: | minimal                                                                                     | gering | mittel | hoch | maximal | Hintergrund |
| ---------------------------------- | ------------------------------------------------------------------------------------------- | --- | --- | --- | --- | --- |
| Teilnehmerzahl                     | geführte Gruppe                                                                             | Kleingruppe | zu dritt | zu zweit | allein | Möglichkeit zur gegenseitigen Hilfestellung                                                                                   |
| Etappenlänge / Gehzeit             | unter 12 km (bis zu 4 Stunden)                                                              | 12 bis 18 km (4 bis 6 Stunden)                                                                                                | 18 bis 24 km (6 bis 8 Stunden)                                                                                 | 24 bis 30 km (8 bis 10 Stunden)                                                                              | 30 bis 36 km (10 bis 12 Stunden)                                                                                    | Körperliche Belastung: Muskeln, Bänder, Gelenke, Füße, Schultern, Hüfte, Kondition                                            |
| Rucksackgewicht                    | 10 bis 14 kg                                                                                | 14 bis 18 kg | 18 bis 22 kg                                                                                                   | 22 bis 26 kg                                                                                                 | über 26 kg | Körperliche Belastung: Muskeln, Bänder, Gelenke, Füße, Schultern, Hüfte, Kondition                                            |
| Gesamtdauer der Tour               | 3 bis 7 Tage                                                                                | 8 bis 11 Tage | 12 bis 16 Tage                                                                                                 | 17 bis 30 Tage                                                                                               | über 30 Tage | Mentale Belastung durch ungewohnten Tagesablauf, Verzicht auf Komfort und alltägliche Dinge, Wetter, Schmerzen, Insekten uva. |
| Tourentyp                          | Geführte Hüttenwanderung, unterhaltene Wege, Brücken, keine Hindernisse und Kletterstrecken | Hüttenwanderung, unterhaltene Wege u. markierte Pfade, Brücken, kleine Geröllfelder, keine Kletterstrecken oder Feuchtgebiete | Hüttenwanderung, markierte Pfade, zumeist Brücken, Geröllfelder, kleinere Feuchtgebiete, kurze Kletterstrecken | Zeltwanderung, unmarkierte Pfade, wenige Brücken, Geröllfelder, größere Feuchtgebiete, kurze Kletterstrecken | Zeltwanderung, pfadlos, keine Brücken, Geröllfelder, große Feuchtgebiete u. a. Hindernisse, längere Kletterstrecken | Mentale Belastung durch ungewohnten Tagesablauf, Verzicht auf Komfort und alltägliche Dinge, Wetter, Schmerzen, Insekten uva. |

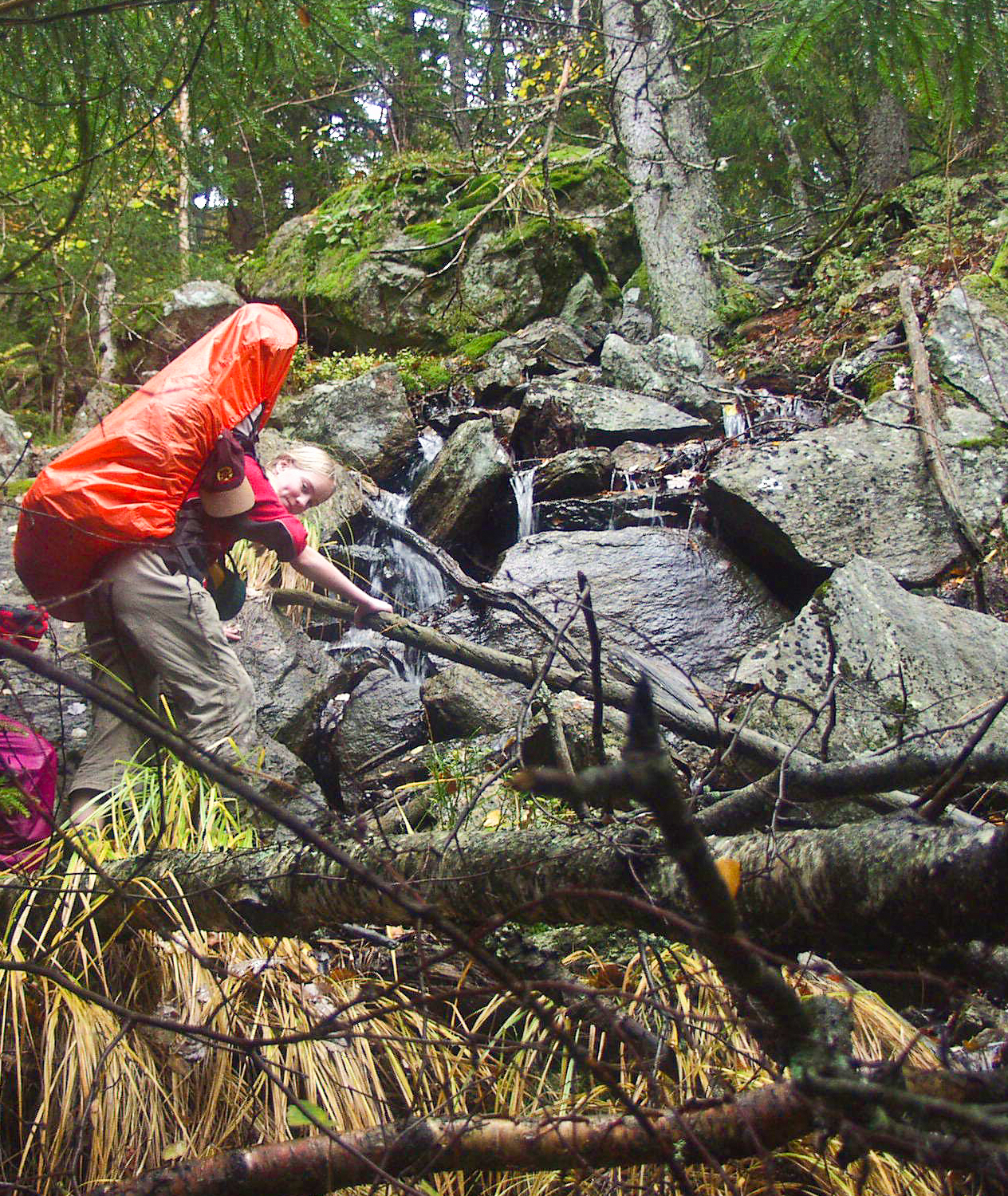
Trekking durch weglose Urwälder: Orientierung, Hindernisse und ggf. wilde Tiere erfordern besondere Vorsicht und verlangsamen das Tempo erheblich

Die vorgenannten Faktoren müssen immer in Bezug zu den Wetter- und Umweltbedingungen der gewählten Jahreszeit gesetzt werden. Für kalte Klimaregionen entstehen beispielsweise folgende zusätzliche Erschwernisse:
- Frühling/Frühsommer: Schnee in hohen Lagen, Kälteeinbrüche, Flüsse führen viel Wasser, weggerissene Brücken
- Herbst: Kälteeinbrüche, Schneefall
- Winter: Schneestürme, Eiskälte, Whiteout

Wetter und Routenverlauf bergen auch bei vorbildlicher Planung häufig Überraschungen. Den größten Einfluss hat der Trekker auf das Gewicht seines Gepäcks, das wiederum auch ganz entscheidend für die Beschwernisse und Risiken der Tour ist. Für Anfänger ist es häufig hilfreich, sich folgende Rechnung vor Augen zu führen: Für eine 20 Kilometer lange Rucksacktour macht man rund 40.000 Schritte, bei denen man jedes Kilogramm Gewicht 40.000 mal um 20 Zentimeter in die Höhe heben muss.
Im Allgemeinen wird ein Rucksackgewicht von 14 kg für Frauen und 18 kg für Männer als gut zu ertragen angegeben. Für eine Trekkingtour auf bezeichneten Pfaden im Fjell der Skanden (die bis auf Ausnahmen Tälern oder Hochplateaus folgen und nur selten leichte bergsteigerische Einlagen erfordern) werden Maximalgewichte von 20 bis 25 kg für Männer, 15 bis 18 kg für Frauen und 8 bis 14 kg für Kinder angegeben. Bei diesen Bedingungen können 3 km/h als durchschnittliches Wandertempo angenommen werden (siehe obenstehende Tabelle). Wählt man eine Route durch mehr oder weniger wegloses Terrain, kann das Tempo auch deutlich geringer ausfallen. Für eine Durchquerung des schwer zugänglichen Naturreservates Sjaunja mit seinen großen Mooren, Bruchwäldern und Schuttkegeln am Fuß der Berge sind etwa ein bis drei Kilometer pro Stunde gemessen worden.
Nimmt man zum Vergleich die für den Traumpfad München–Venedig angegebenen deutlich geringeren Gewichtsangaben (Empfehlung: 12 % des Körpergewichtes = 8 kg für Frauen, 10 kg für Männer; Maximum: 20 % des Körpergewichts = 13 kg für Frauen, 17 kg für Männer), wird erkennbar, dass es sich hierbei um keine „klassische“ Trekkingroute handelt, sondern um einen touristisch erschlossenen Fernwanderweg mit Übernachtungs- und Versorgungsmöglichkeiten am Weg.
Das Ausrüstungsgewicht ist von
- der Zeitdauer der Trekkingtour,
- der Personenzahl,
- der Qualität der Ausrüstung,
- der Klimazone und Jahreszeit,
- technischen Anforderungen (etwa Kletterausrüstung, Schutzmaßnahmen vor Raubtieren),
- sowie der Verfügbarkeit von Trinkwasser

abhängig.
Für eine 10-tägige Fußwanderung im Sommer in wasserreicher, naturnaher Umgebung mit Tagesetappen von durchschnittlich 15 bis 20 km ohne außergewöhnliche Anforderungen muss eine allein wandernde Person mit rund 25 kg Gewicht rechnen. Dabei sind je Trekkingtag rund ein Kilogramm Verpflegung eingerechnet. Teilen sich zwei oder drei Personen Zelt und Kochutensilien, lässt sich erheblich Gewicht einsparen.

### Trekkingausrüstung und Gewicht

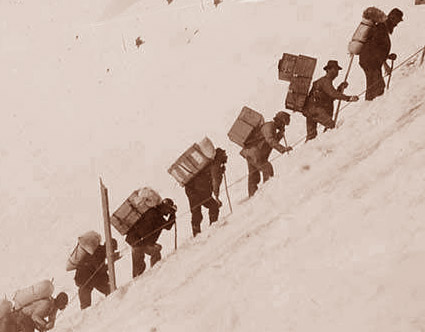
Über 50 kg trugen die Goldsucher am Chilkoot Pass in Alaska um 1890. Heute ist der 53 km lange Weg eine beliebte Trekkingroute

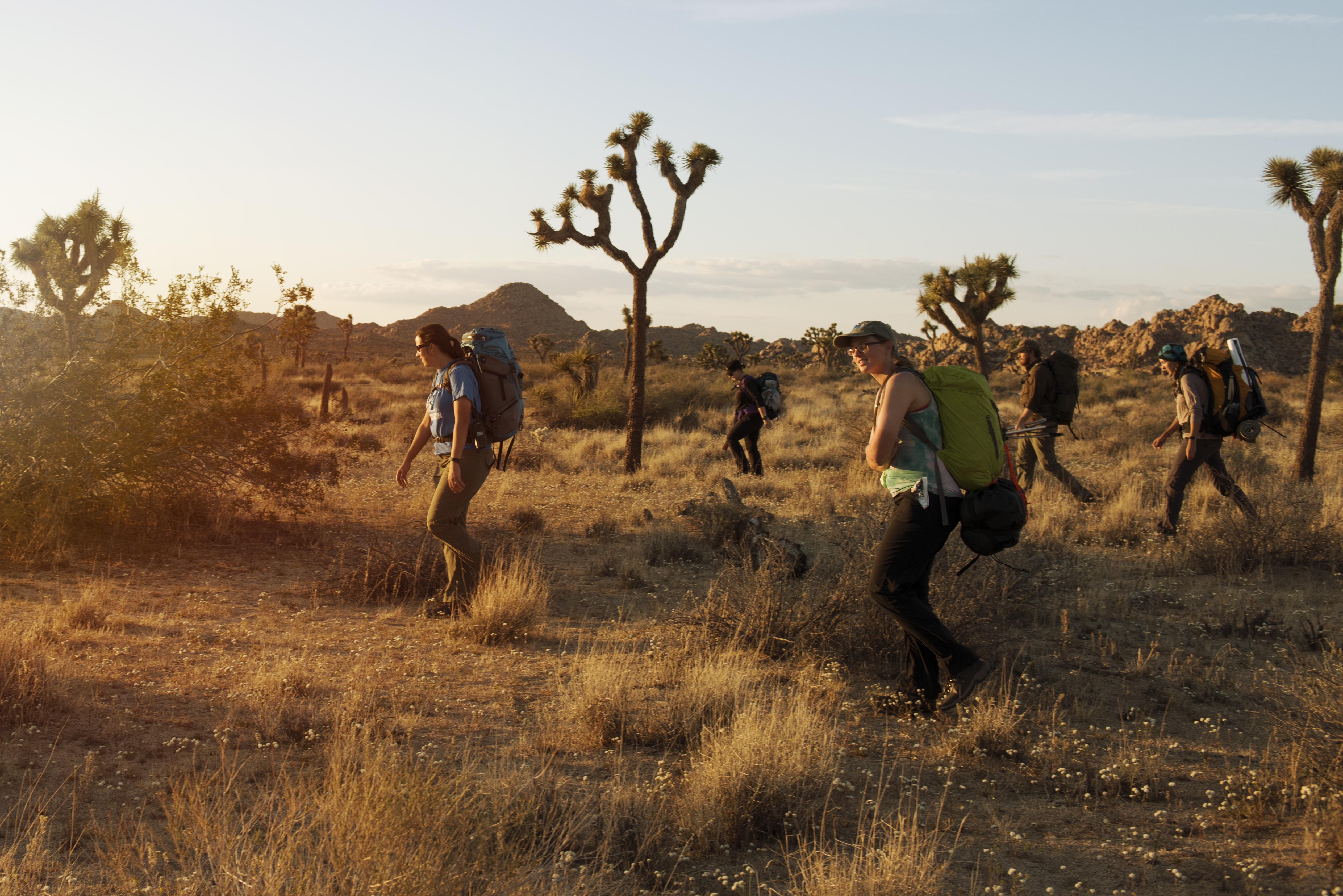
In den trockenen Subtropen (hier Joshua-Tree-Nationalpark) gelten völlig andere Voraussetzungen für die Trekkingausrüstung als im kalten Lappland oder im tropischen Regenwald

Eine angemessene Trekkingausrüstung berücksichtigt das Klima sowie die Vegetation und Jahreszeit sowie die für die geplante Zeit in der Wildnis notwendige Verpflegung. Fehlende oder nicht den Erfordernissen entsprechende Ausrüstung (einschließlich überladener Rucksäcke) kann Rettungsmaßnahmen notwendig machen. Nicht die Marke ist entscheidend, sondern funktionale Qualität, Gewicht und Notwendigkeit. Die oben gemachten Gewichtsangaben berücksichtigen die „traditionelle Ausrüstung“. Das Gewicht ohne Proviant und Brennstoff (und demnach unabhängig von der Tourdauer) liegt hier zwischen 9 und 14 kg. Wer mehr für HighTech-Produkte investiert und seine Ausrüstung konsequent extrem optimiert, kann dies heute noch bedeutend verringern: Bei einem Gewicht unter 9 bis zu 5 kg spricht man von Leicht-, darunter von Ultraleichtwandern.
Die zunehmende Nachfrage im Trekkingtourismus hat zum einen die Entwicklung immer leichterer und funktionalerer Outdoorartikel gefördert, zum anderen jedoch – wie in allen Marktsegmenten – das Angebot von minderwertigen Billig- oder Modeprodukten, die nach „Freiheit und Abenteuer“ aussehen, jedoch in der Praxis gravierende Nachteile haben. Dies erfordert vom Trekkingkunden viel Sorgfalt und Recherche, da von der Qualität der Ausrüstung das Leben abhängen kann.

#### Kleidung und Schuhwerk
Entscheidend für die Auswahl der Trekkingbekleidung ist in erster Linie das Wärmerückhaltevermögen nach der tiefstmöglichen Lufttemperatur im Trekkinggebiet: Während in mittleren Lagen der kühlgemäßigten Zone im Winter kaum Temperaturen unter −10 °C vorkommen, kann das Thermometer in den Polargebieten oder im borealen Taigaklima Ostsibiriens weit unter −30 °C fallen. Die Kleidung muss darüber hinaus je nach Region und Monat vor Sonneneinstrahlung, Hitze, Nässe und Insektenstichen schützen. Eine herkömmliche Jeans beispielsweise trocknet viel zu langsam und ist zu grob gewebt, um Insektenstiche zu verhindern.
Zur Grundausstattung gehören:

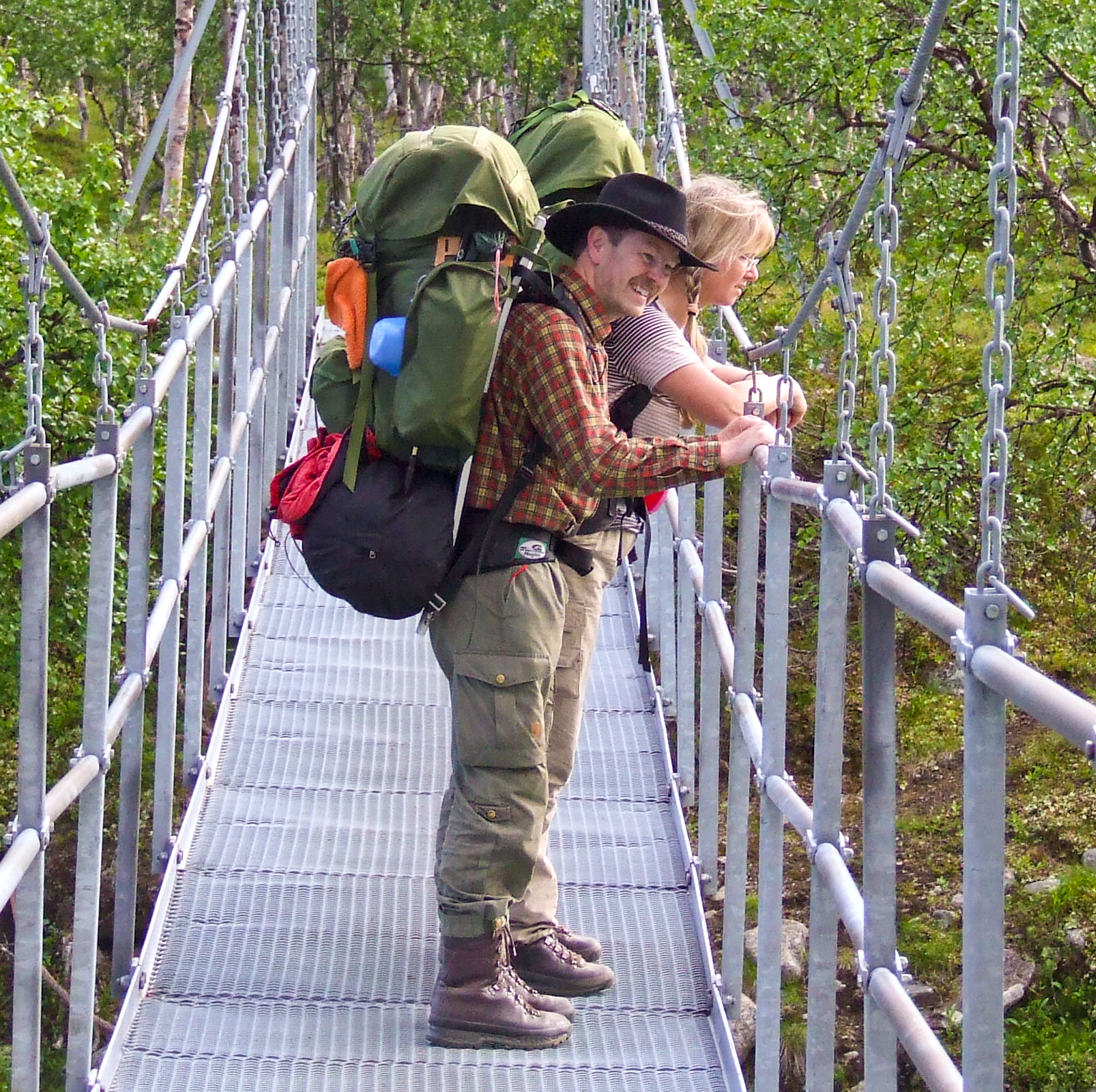
Trekker mit prall gefüllten 90-l-Rucksäcken

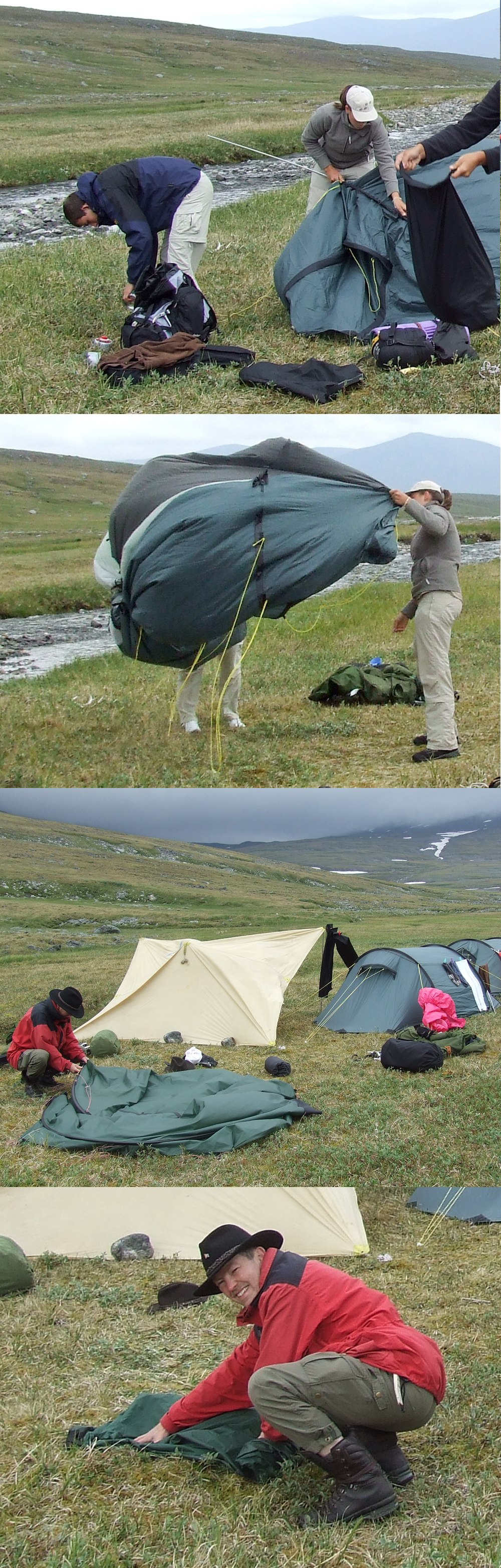
Abbau von Tunnelzelten und Tarp in Lappland

- Wanderschuhe oder Bergstiefel, je nach Region mit oder ohne Nässesperrmembran bzw. kombinierte Gummi-/Lederstiefel oder Wander-Gummistiefel
- ggf. ein paar leichte Schuhe oder Sandalen zum Waten (dabei sind auch Wanderstöcke hilfreich)
- Unterkleidung aus Synthetik (trocknet sehr schnell) oder Wolle (wärmt auch feucht) statt Baumwolle (trocknet langsam, wärmt nicht in feuchtem Zustand)
- Robuste, eher weit geschnittene Trekkingbekleidung nach dem Zwiebelschalenprinzip mit allwettertauglicher Oberbekleidung (häufig mit wasserundurchlässiger, dampfdiffusionsoffener PTFE-Membran)
- Hut oder Kappe als Schutz vor Sonne und Regen
- je nach Klima oder Jahreszeit Handschuhe

#### Rucksack, Zelt, Schlafsack, Isomatte, Kocher
Diese „großen Gegenstände“ bestimmen einen Großteil des Gesamtgewichts.
Der stabile, möglichst funktional gestaltete und wetterfeste Rucksack – bei Trekkingexpeditionen nicht unter 100 l, im Durchschnitt um die 80 l, bei Gruppen auch darunter – muss gut gepolsterte Tragegurte und einen funktionierenden Hüftgurt haben, da das meiste Gewicht mit den Hüften getragen werden soll. Obwohl die Modelle mit Außengestell eine bessere Belüftung des Rückens gewährleisten, werden sie aufgrund des größeren Gewichtes kaum noch hergestellt.
Bei einer „klassischen“ Trekkingtour wird die Behausung mitgeführt. Je nach Schutzziel (Wetter, Tiere, Sichtschutz) und persönlicher Vorlieben kommen Tarp, Biwaksack oder Zelt in Frage. Grundsätzlich sollte ein Zelt windstabil und aerodynamisch sein sowie ein mit dem Überzelt gekoppeltes Innenzelt für einen schnellen Aufbau bei Schlechtwetter besitzen; für trocken-heiße Klimate ein abnehmbares Außenzelt, um das Moskitonetz-Innenzelt nur als Repellentschutz zu nutzen; für Bergtouren ein selbsttragendes Kuppelzelt, da eine Verankerung auf Fels mit Erdnägeln nicht möglich ist. Für feucht-heiße Gegenden eine Hängematte mit Moskitonetzzelt. Mit stechenden oder beißenden Glieder- und anderen Kleintieren sollte man vorsichtshalber in allen naturnahen Regionen rechnen, insbesondere, wenn man nur unzureichende Kenntnisse darüber hat. Vor- und Nachteile und damit Eignung je nach Zielregion ergeben sich entsprechend der verschiedenen Zelttypen.
Nach einem anstrengenden Tagesmarsch ist die nächtliche Ruhephase umso wichtiger für die physische und psychische Erholung! Deshalb hat die Schlafstatt mindestens eine ebenso große Bedeutung wie die Behausung. Beim Schlafsack ist das Wärmerückhaltevermögen noch wichtiger als bei der Kleidung. Hinzu kommt eine individuell passende Größe und Form, ein widerstandsfähiger Außenstoff, ein geringes Packmaß und Gewicht, sowie eine Füllung mit ausreichender Bauschkraft (Loft), damit die Isolationswirkung nicht nachlässt. Wie bei Schlafsäcken bietet die Outdoor-Industrie auch bei Isomatten ein großes Angebot.
Auch die Wahl des Kochers (oder der Verzicht darauf) kann Gewicht sparen. Üblich sind vor allem Spirituskocher, aber auch Modelle, die mit Gas (Propan/Butane), Benzin, Petroleum oder Festbrennstoffen (z. B. Esbit) betrieben werden. Neben der Effizienz ist der Aufbau (Standfestigkeit, integrierter Windschutz, Bedienelemente, zugehörige Töpfe u. ä.) entscheidend.

#### Proviant und Trinkwasser
Als Trekkingproviant eignen sich energiereiche, wasserarme, haltbare Lebensmittel. Der Energiebedarf ist neben Körpermaßen und Alter von der Belastung und den Wetterbedingungen abhängig – bei Trekkingtouren werden 12.500 – 25.000 kJ (3.000 – 6.000 kcal) pro Person und Tag angenommen. Das entspricht (sehr grob) dem 1,2 bis 2-fachen normalen Tagesbedarf eines Büroarbeiters. Das Nährstoffverhältnis sollte (wie beim Ausdauersportler) bei 55–60 % Kohlenhydraten, 17–20 % Eiweißen und 20–25 % Fetten liegen; das entspricht deutlich mehr Eiweiß, etwas mehr Kohlenhydraten und weniger Fettzufuhr als nach der Alltagsempfehlung.
Abhängig von den Verpackungsgewichten, dem Anteil gefriergetrockneter Trekkingnahrung und ggf. frischer Lebensmittel, die unterwegs besorgt werden können, liegt das Gewicht der mitgeführten Verpflegung bei 500 bis 1000 g pro Person und Tag.
Sofern die Region keine sauberen Wasserläufe bietet ist eine Wasseraufbereitung notwendig, in Trockengebieten muss das Trinkwasser mitgeführt werden; dabei ist der deutlich erhöhte Bedarf bei hohen Temperaturen zu berücksichtigen.

#### Sonstiges
Für Ersatzkleidung sind je nach Jahreszeit und Region ein bis drei Kilogramm zu veranschlagen. Zudem rund 1,5 kg für sonstige (persönliche) Gegenstände wie u. a.:
- Rucksackregenhülle
- Gegenstände für die Körperpflege
- Erste Hilfe und Medikamente
- kleiner Geologenhammer oder Beil (Heringe einschlagen, gerade richten, Arbeiten an Lagerfeuer und „Toilettenloch“)
- Sonnencreme, Insektenrepellent, ggf. Moskitonetz für den Kopf
- diverse Reparaturutensilien
- ggf. Fernglas, Fotoausrüstung
- je nach Jahreszeit und Breitengrad Stirnlampe

Gletscherüberquerungen und ggf. steile Passagen machen Kletterausrüstung und Klettersicherung erforderlich. Signalpistolen o. ä. werden in vielen Ländern nicht verwendet und sind in dünn besiedelten Regionen meist nutzlos. Ein Pfefferspray-Reizstoffsprühgerät kann zur Tierabwehr hilfreich sein. Auf Spitzbergen und in Nordost-Grönland ist eine Schusswaffe zum Schutz vor Eisbären vorgeschrieben, Einheimische führen in Nord-Kanada und Alaska diese mit. In sibirischen Nationalparks und auf Kamtschatka ist meist die Begleitung von bewaffneten Nationalpark-Rangern vorgeschrieben.

### „Wildnisfähigkeiten“

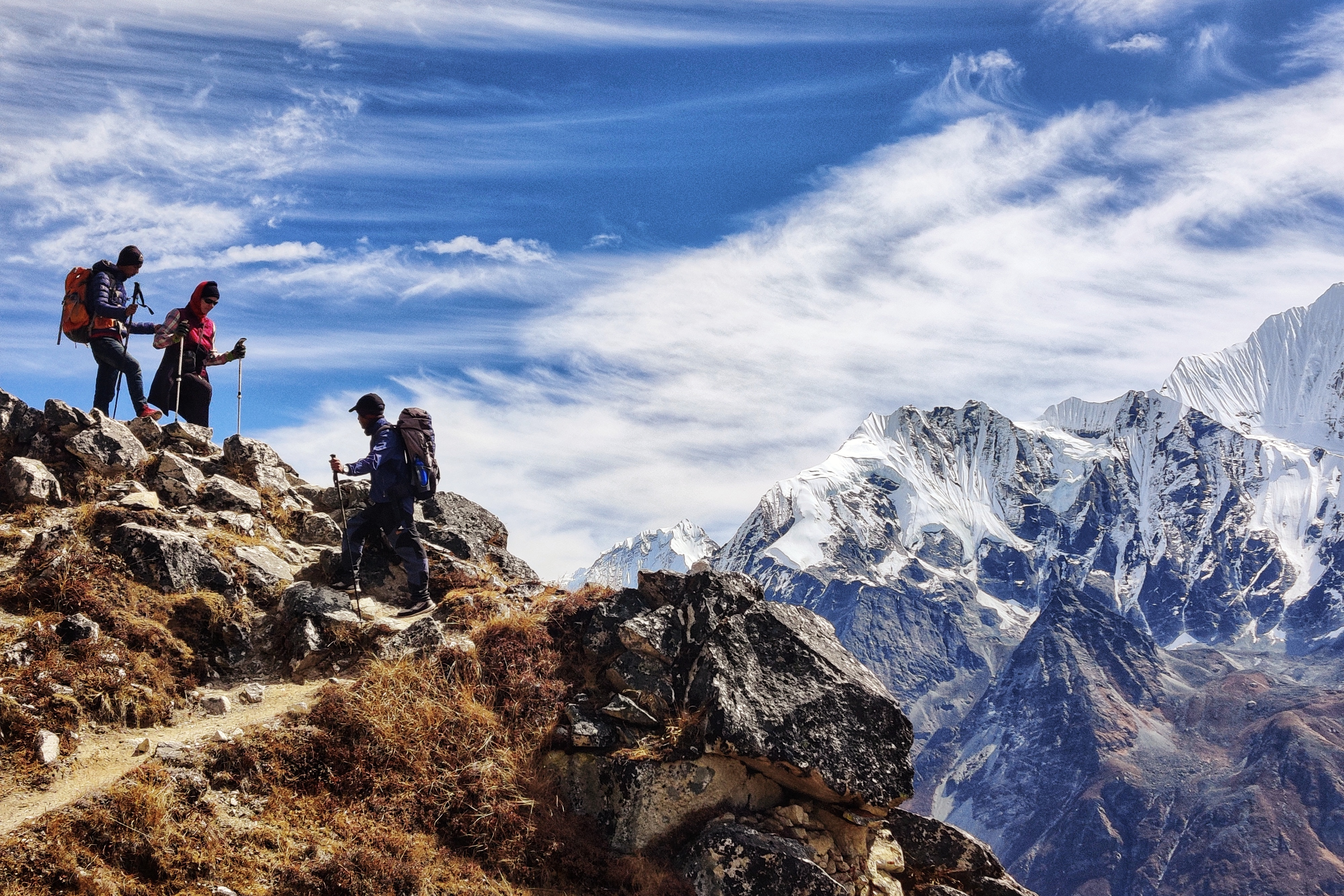
Trekking im Himalaya auf etwa 4700 m: Ohne Akklimatisation lebensgefährlich

Die so genannten „allgemeinen Wildnisfähigkeiten“ sind insbesondere für individuell geplante Trekkingreisen wichtig: Je länger die Tour und die Dauer, je wilder die durchwanderte Region, je weniger Hütten, Pfade und Markierungen und je exotischer das Land, desto wichtiger die Kenntnisse des Trekkers! Dabei geht es um einen Teil der Fertigkeiten zum Leben in der Wildnis, die als Survival bezeichnet werden. Daneben sind Erfahrung im Umgang mit der Ausrüstung (in der Wildnis kann vieles nicht ersetzt werden) und mit Notlagen – insbesondere in der Ersten Hilfe – jedem Trekker anzuraten.
Die eigentlichen „Wildnisfähigkeiten“ umfassen für Trekkingtouren: Leistungsfähigkeit, Orientierung, Ver- und Entsorgung und Grundkenntnisse zum Zielgebiet. Zu beachten ist darüber hinaus, dass viele Fertigkeiten abhängig von der Zielregion und deren Klima sind.

#### Leistungsfähigkeit

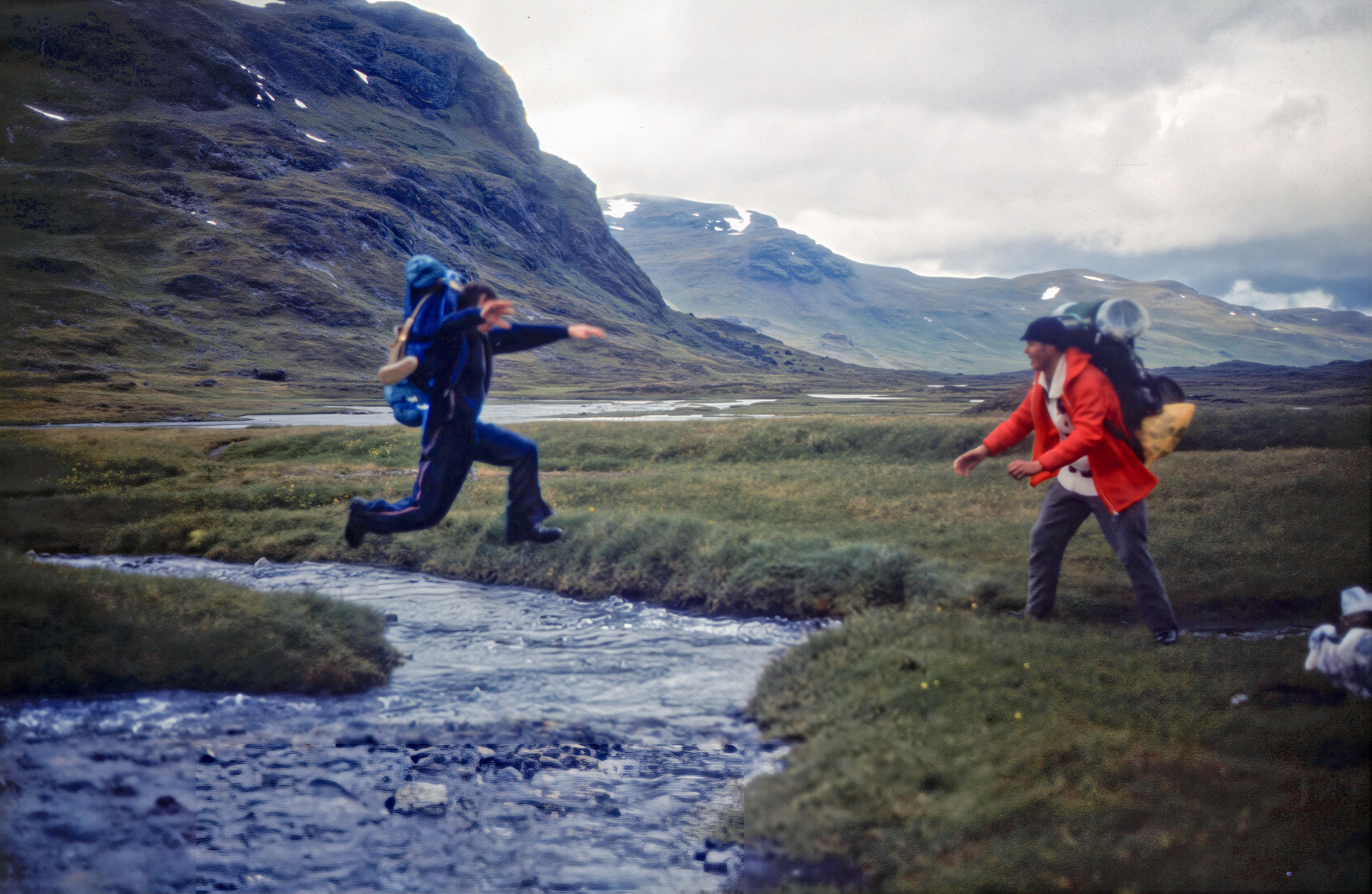
Riskanter Sprung über einen Bach am schwedischen Kungsleden

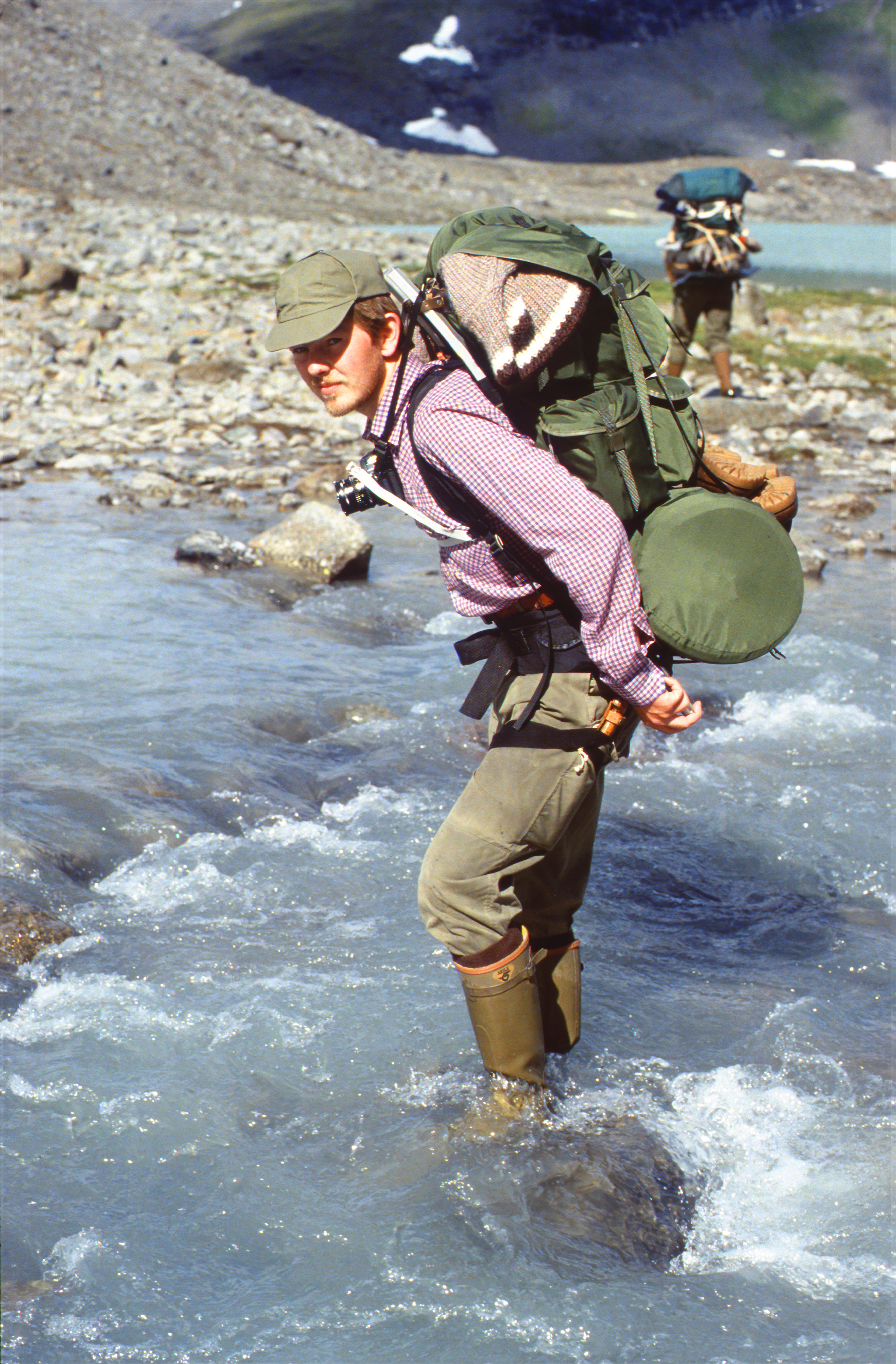
Das Durchwaten von Flüssen ist eines der größeren Risiken auf Trekkingtouren

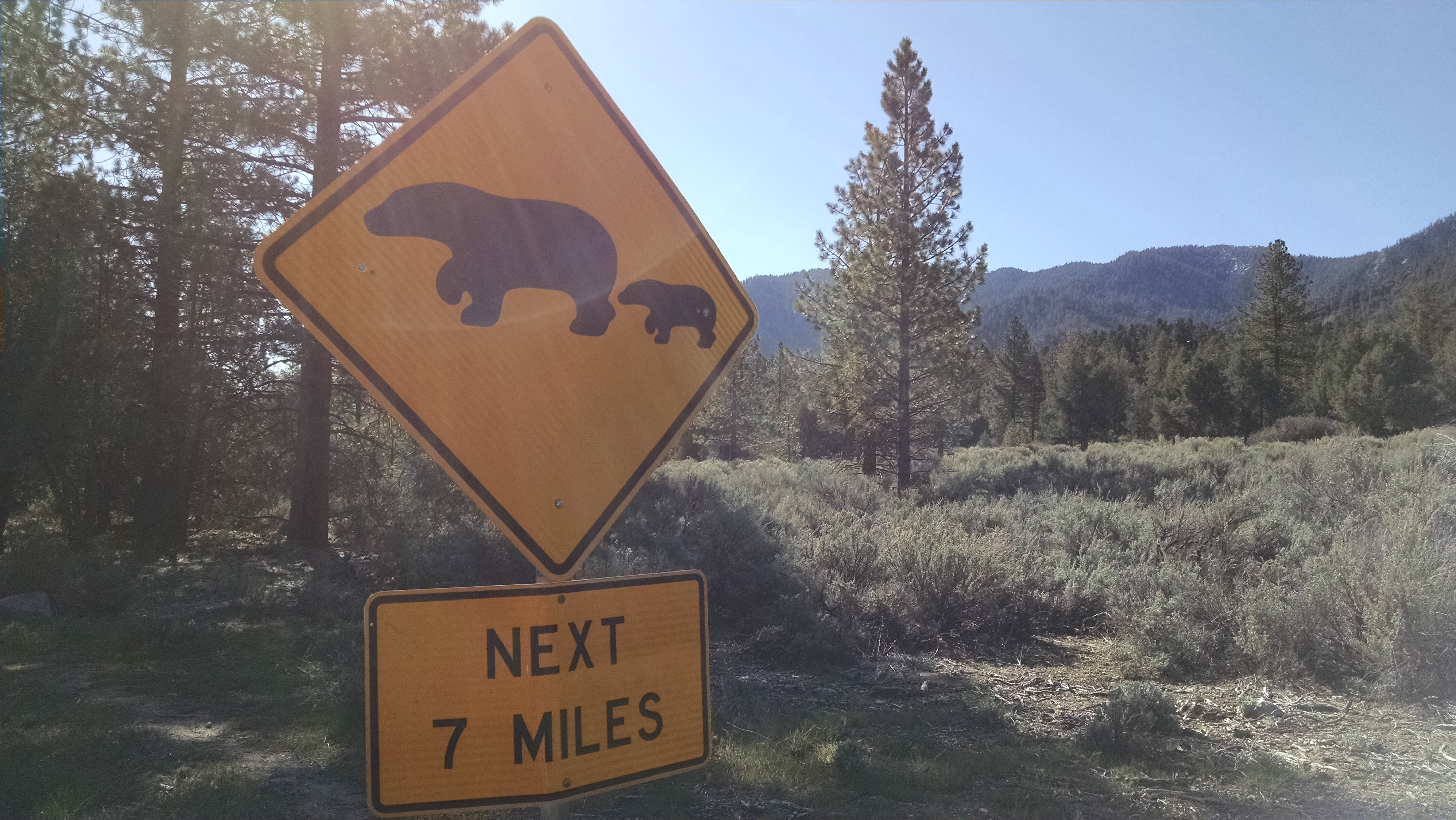
Warnung vor Bären auf einem Trek in Kalifornien

Längere Aufenthalte in abgeschiedenen Naturlandschaften, das Wandern mit großem Gepäck, mithin in einem begrenzten Zeitrahmen, entsprechen in den meisten Fällen nicht dem heimischen Alltag der Trekker, sodass ungewohnte physische und psychische Belastungen auftreten, die individuell sehr unterschiedlich empfunden und reflektiert werden. Dies trifft auf Trekkingtouren noch mehr zu als auf das Bergsteigen, da letzteres normalerweise als regelmäßiger Sport betrieben wird, der zu einer entsprechenden Routine führt.
Die körperliche Leistungsfähigkeit sollte nicht durch Fehler bei der Vorbereitung mehr als nötig belastet werden. Hier gilt:
- Rechtzeitig vor der Reise durch gezieltes Ausdauer- und Krafttraining Fitness aufbauen
- Möglichst geringes Rucksackgewicht durch penible Auswahl der leichtesten Ausrüstungsgegenstände, jedoch ohne Sicherheitseinbußen
- Wahl eines geeigneten Rucksacks für schwere Lasten: Schweres oben und nah am Körper tragen, 70 % des Gewichtes über den Hüftgurt abfangen[3]
- Funktionale Ausrüstung (Kleidung, Schlafsack, Matte, Zelt), die ausreichend vor dem Wetter und der Sonne schützt
- Der Belastung und dem individuellen Bedarf angepasster ausreichender Proviant
- Je nach Zielgebiet sinnvolle Impfungen/Prophylaxen; immer ausreichender Schutz vor Wundstarrkrampf

Bei Touren in Höhen über 2.000 m, insbesondere über 3.000 m muss vor der Tour eine ausreichende Akklimatisation stattfinden, um die Höhenkrankheit zu vermeiden. Das Durchwaten von Fließgewässern nach Möglichkeit zu Hause ausprobieren (Faustregel: über kniehoch = deutlich höheres Risiko je nach Fließgeschwindigkeit; beim Waten Hüftgurt öffnen, um den Rucksack im Notfall leichter abwerfen zu können).
Auf der Tour sollte der Trekker immer bedenken, dass gegebenenfalls keine schnellen Rettungen möglich sind, wenn ein Unfall geschieht. Demnach sind riskante „Manöver“ (Springen mit Rucksack, zu tiefe oder reißende Flüsse durchwaten, Waten ohne Schuhe und Stock, „Abkürzungen“ über Moore, Blocksteinfelder, Steilhänge, Kletterpassagen u. ä.), zu lange, kraftzehrende Etappen und zu wenig Schlaf möglichst zu vermeiden.
Zur Einschätzung der Anforderungen bietet die Literatur ausreichende Beschreibungen zu den Trekkingrouten und -gebieten der Erde.
Für Touren auf Wanderpfaden im skandinavischen Fjell werden beispielsweise folgende Schwierigkeitsgrade angegeben:
- leicht: bis zu 15 km, 5 Stunden Gehzeit (auch mit Kindern von 12 bis 14 Jahren)
- mittelschwer: bis zu 24 km, 8 Stunden Gehzeit (mit Jugendlichen ab 14 Jahren)
- schwer: bis zu 36 km, 12 Stunden Gehzeit (nicht mit Kindern)

Auf der Tour sollte sich eine Gruppe beim Tempo und allen anderen Anforderungen immer nach dem schwächsten Mitglied richten. Für das Wandern gilt prinzipiell, dass schnelles Gehen, große Schritte und Bergabgehen die Bänder und Gelenke am stärksten belasten. Treten bei einem Mitglied Probleme am Bewegungsapparat auf, hilft häufig die Verringerung des Rucksackgewichtes durch Aufteilung auf die anderen Trekkingteilnehmer.
Nicht zu vernachlässigen ist auch die psychische Leistungsfähigkeit (Emotionen, Ängste, Schmerzen, ggf. Einsamkeit oder Streitigkeiten in der Gruppe), die bei Unerfahrenen aufgrund der vollkommen anderen „Lebensumstände“ oder falscher Vorstellungen von einer (selbst geplanten Zelt-) Trekkingtour oder auch bei widrigen Umständen (Dauerregen, Wintereinbruch, verschüttete oder nicht auffindbare Wege, Orientierungsprobleme, Ausrüstungsprobleme, Unfallfolgen, Begegnungen mit gefährlichen Tieren, akute Krankheiten, Zeitnot u. ä.) erheblich belastet werden kann.
Angesichts der vorgenannten Risiken ist es ratsam, pro Woche mindestens einen Ersatztag einzuplanen. Als Grundregel auf der Tour sollte gelten: „Safety first!“

#### Orientierung und Kommunikation

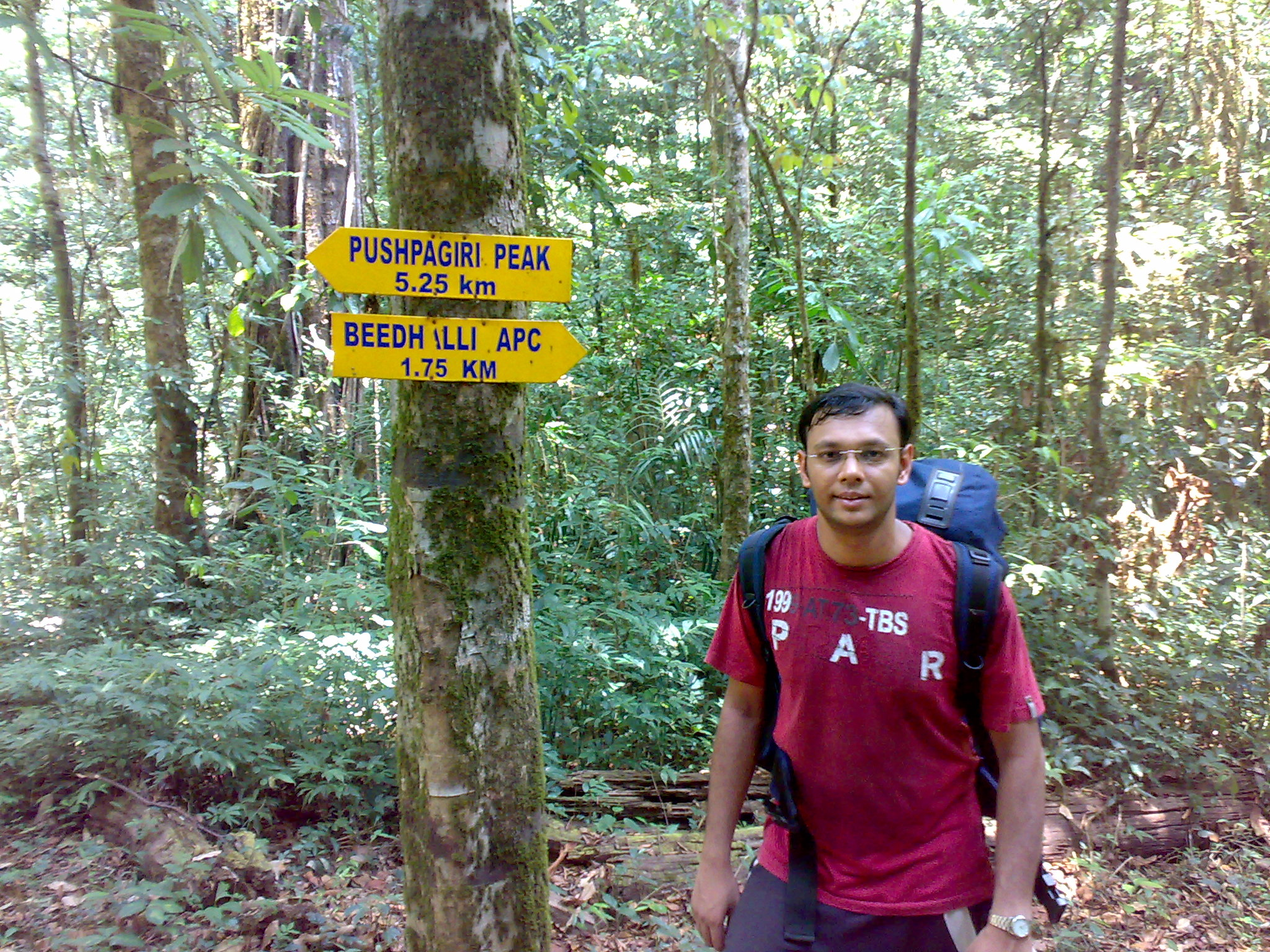
Orientierung nur nach Schildern kann tückisch sein

Wesentlich ist das Orientieren im Gelände nach topografischer Karte oder Generalstabskarte (vgl. Kartenlesen) und Marschkompass (unter Berücksichtigung von Deklination und Inklination) sowie die Fähigkeit zur Berechnung von Leistungskilometern. Im Gebirge ist zusätzlich ein Höhenmesser zu empfehlen. Bergführer raten dringend dazu, die vorgenannten Formen der Orientierung zu beherrschen und sich nicht nur auf moderne Navigationsinstrumente zu verlassen (siehe auch Satellitennavigation versus Karte und Kompass. Zu unterschiedlichen Karten siehe Maßstab in der Kartografie.) In Gebieten mit hoher magnetischer Abweichung wie den Polarregionen kann nur mit einem Sonnenkompass nach astronomischer Navigation – behelfweise nach der Sonne mit Sonnenuhr oder Mond nach Mondphasen – orientiert werden.
Zur technischen Ergänzung können GNSS-Satellitennavigationssysteme wie das Global Positioning System in Verbindung mit dem UTMREF-Koordinatensystem oder UTM-Koordinatensystem auf der Karte eingesetzt werden, unter Verwendung eines Kartenwinkelmessers mit Planzeiger als Navigationsmittel zur terrestrischen Navigation. Andere Satellitennavigationssysteme sind das europäische Galileo oder das russische GLONASS.
Als Rettungs- und Kommunikationsmittel in Wildnisgebieten dienen im Satellitenfunk Satellitenkommunikationsgeräte wie Satellitentelefon Iridium (Kommunikationssystem) und Notfunkbake via COSPAS-SARSAT-Notfunksystem sowie zur Verständigung meist im Nahbereich: Funkgeräte im Sprechfunk.
Beim Eintritt eines Unfalls ist es immer von Vorteil, wenn möglichst viele Menschen die genaue Route der Trekker kennen. Im Idealfall hinterlässt man am Beginn der Tour bei einer öffentlichen Einrichtung seinen Tourplan und meldet sich am Ende der Tour entsprechend zurück.

#### Ver- und Entsorgung

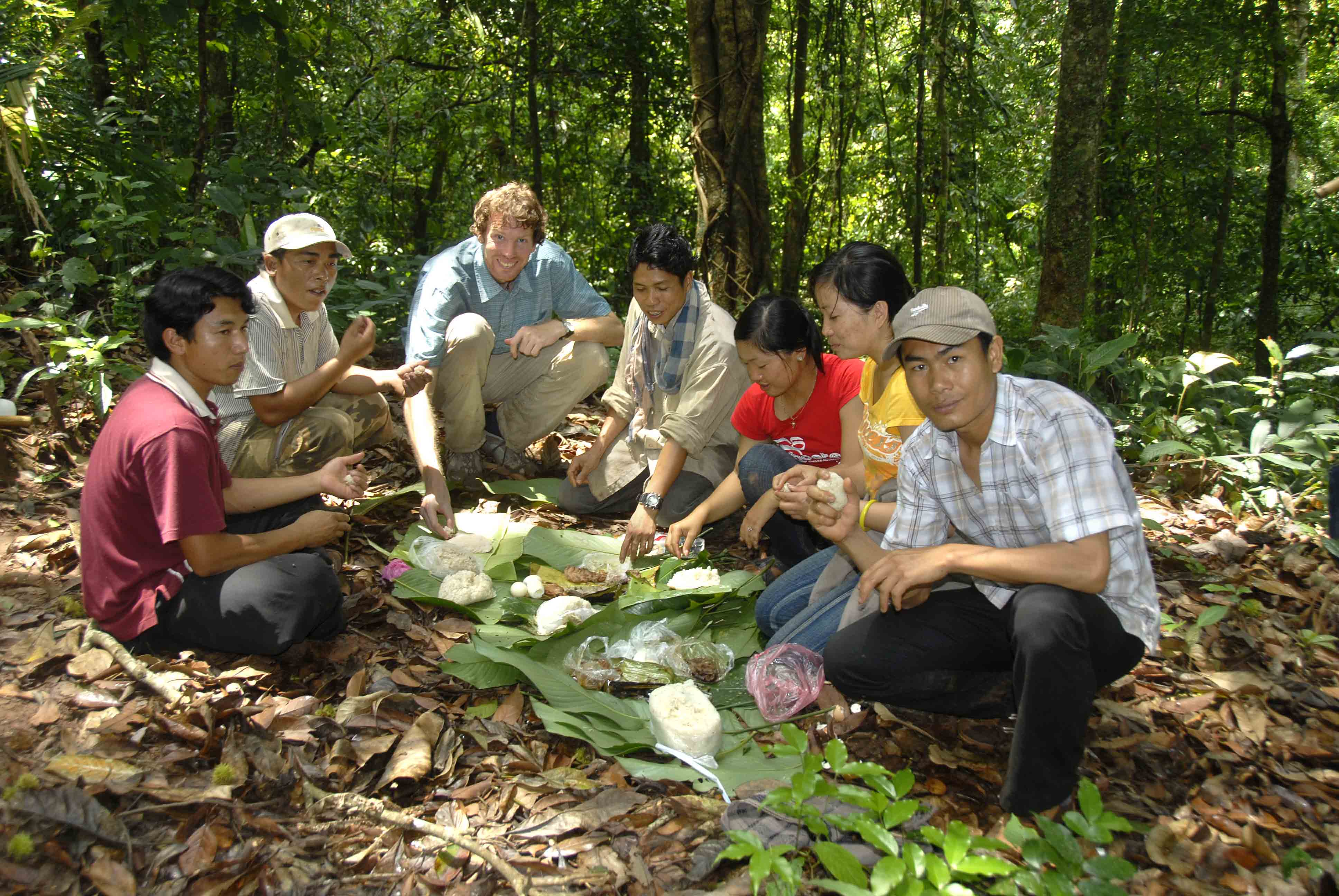
Geführte Trekkingtour in Laos mit einheimischen Lebensmitteln

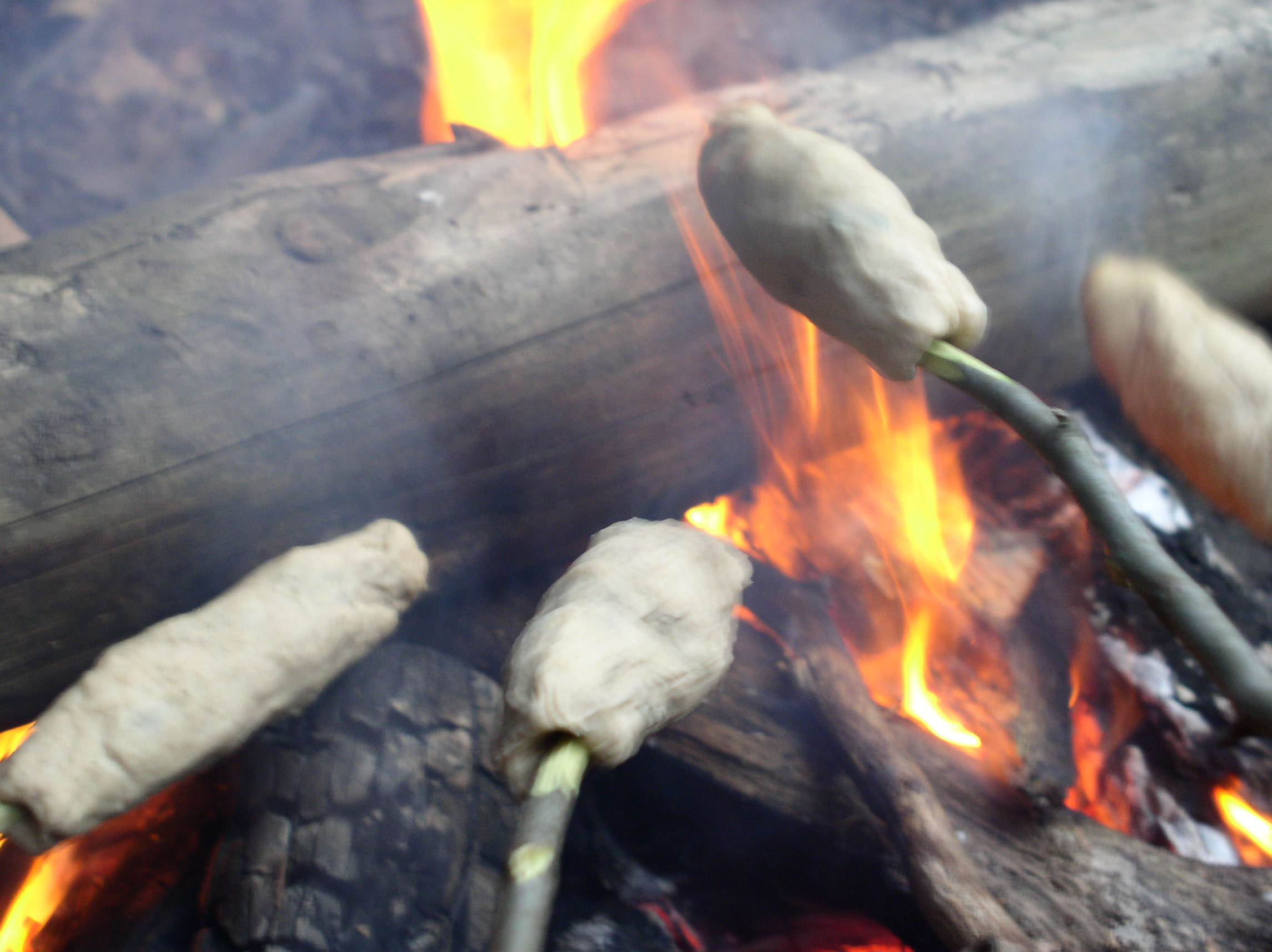
Stockbrot: romantischer Spaß zu Hause, beim Trekking eher ungeeignet

Trekkingtouren sind normalerweise nicht als Survivaltraining ausgelegt, sodass Proviant und Verbrauchsgüter vollumfänglich mitgeführt werden. Es ist jedoch eine willkommene Bereicherung, (bei genauer Kenntnis) Wildfrüchte und -gemüse oder Pilze zu sammeln oder (mit entsprechender Genehmigung) Fische zu fangen. Auch der Zukauf lokaler Lebensmittel an Hütten oder bei Einheimischen ist manchmal reizvoll.
Auch manche Verbrauchsgegenstände können reduziert werden, wenn man entsprechendes Wissen über natürliche Alternativen hat (etwa Zunder wie Birkenrinde, Kochgrube statt Topf, Moos statt Toilettenpapier u. ä.). Dabei ist immer zu beachten, wie stark die jeweilige Gegend von Wanderern frequentiert wird, um der Natur keinen unnötigen Schaden zuzufügen bzw. Raubbau zu betreiben.
Auch für das Thema Abfallentsorgung gilt ein unbedingtes Gebot zum Schutz der Natur: Verpackungsmaterialien, Papiertaschentücher u. ä. Hygieneartikel, leere Gaskartuschen, krumme Heringe und defekte Gebrauchsgegenstände gehören nicht in die Landschaft. Zum Spülen und Waschen sollten nur sparsam eingesetzte, biologisch leicht abbaubare Mittel verwendet werden. Wenn möglich, kann auch auf Toilettenpapier verzichtet werden (Alternative: Wasser und Moos). Es gibt besonders umweltfreundliche, schnellauflösende Produkte. Dazu sollte nach dem Stuhlgang alles auf jeden Fall mindestens 15 cm tief (50–100 m von Wasserläufen entfernt) vergraben werden. Für Gruppentouren ist ein Toilettenzelt zu empfehlen.
In der Regel führen Trekker einen kleinen Kocher mit. Das Zubereiten der Nahrung mittels Lagerfeuer erfordert besondere Behältnisse, ergibt schwer zu reinigende Töpfe und ist vergleichsweise uneffektiv und langwierig. Auf häufig begangenen Treks führt die Anlage von immer neuen (meist nicht fachgerecht angelegten) Feuerstellen (z. B. überflüssige und nicht ungefährliche Einfassung mit Lesesteinen) im Laufe der Zeit zu deutlichen Umweltschäden. Dies gilt besonders in kalten Regionen mit kurzen Vegetationsperioden oder auf torfigen Böden (Erdbrand).
Auf einer Trekkingtour sollte mehr als zwei Liter täglich getrunken werden. Bei Touren in heißen, trockenen Regionen und bei schweißtreibenden Etappen entsprechend mehr bis deutlich mehr. Klares, kaltes Wasser aus kleinen Fließgewässern hat in der Regel in abgelegenen Regionen Trinkwasserqualität. In Hochgebirgen mit Almwirtschaft sollte man mögliche Verunreinigungen durch Dung in Betracht ziehen. Wasser aus stehenden Gewässern oder Flüssen, getrübtes Wasser und vorsichtshalber Wasser in tropischen und subtropischen Gebiete sollte mit einem mobilen Wasserfilter aufbereitet werden.

#### Grundkenntnisse zum Zielgebiet

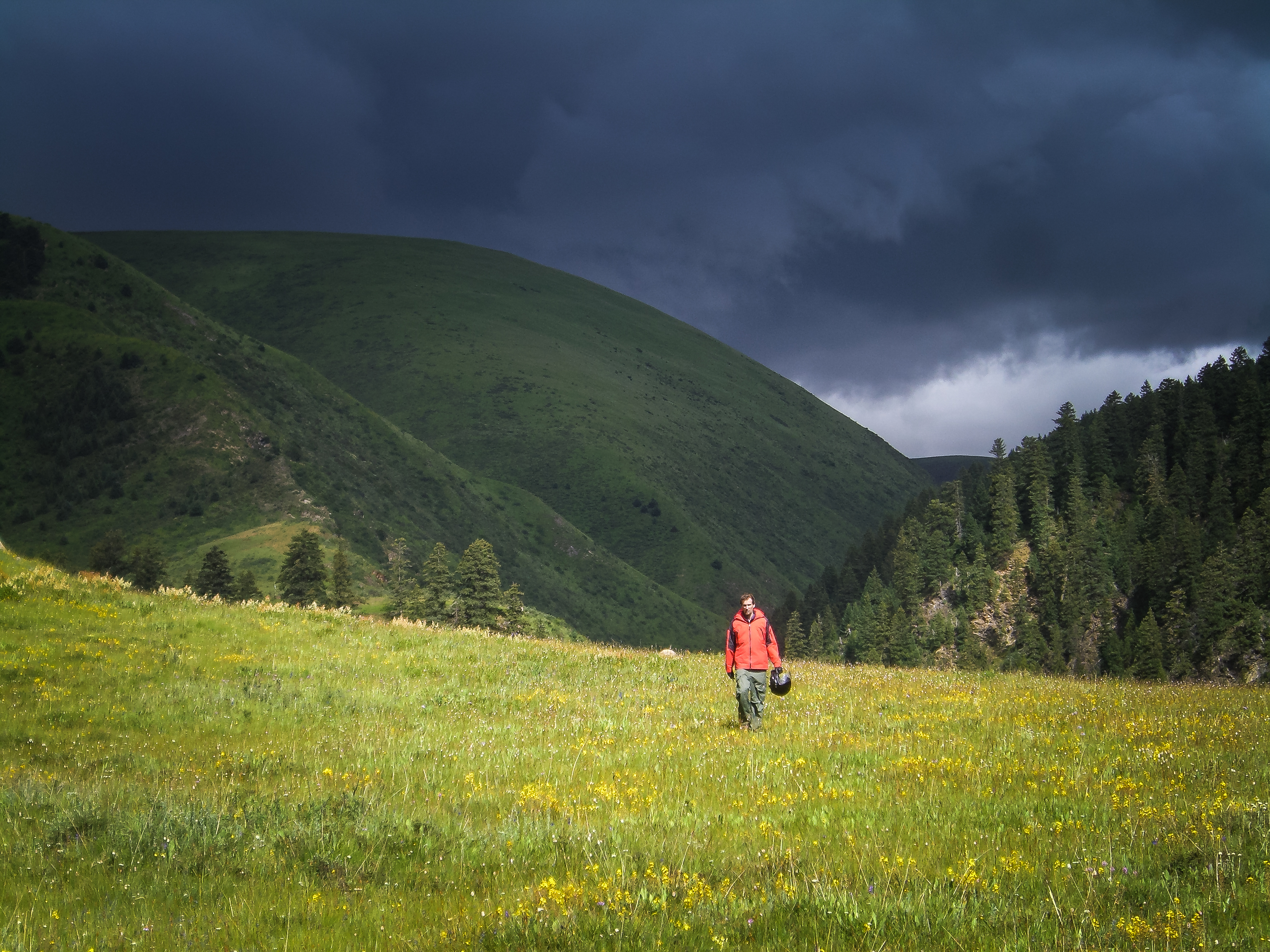
Gewitter im Freien: „Safety first!“

Auch „allgemeine Wildnisfähigkeiten“ sind zum Teil immer sehr gebietsbezogen: Jahrelange Erfahrungen in skandinavischer Wildnis helfen grundsätzlich in allen anderen Regionen der kaltgemäßigten Zone, sind jedoch in den Subtropen oder gar Tropen vielfach nutzlos. So ist es unter Sicherheitsaspekten unbedingt empfehlenswert, sich zumindest aus der Literatur ausgiebig mit den Verhältnissen der Zielregion auseinanderzusetzen. Besonders wichtig sind hier Kenntnisse über gefährliche (oder auch essbare) Pflanzen und Tiere und die zu erwartenden Wetterlagen (Starkregen mit Gefahr von Hochwasser, Erdrutschen, Steinschlag; Frosteinbrüche; Sichtbehinderung und Orientierungsprobleme; extrem starke UV-Strahlung; Sturmstärken; Gewitter).
Droht ein Gewitter, ist nach Möglichkeit eine feste Unterkunft aufzusuchen. Von Anhöhen und Bäumen, aber auch von feuchten Senken und Wasserläufen sollte man sich fernhalten. Die Füße sollten möglichst eng zusammenstehen; hinkauern ist sinnvoll (siehe auch Verhaltensregeln beim Aufenthalt im Freien während eines Gewitters).

### Regeln und Sicherheit

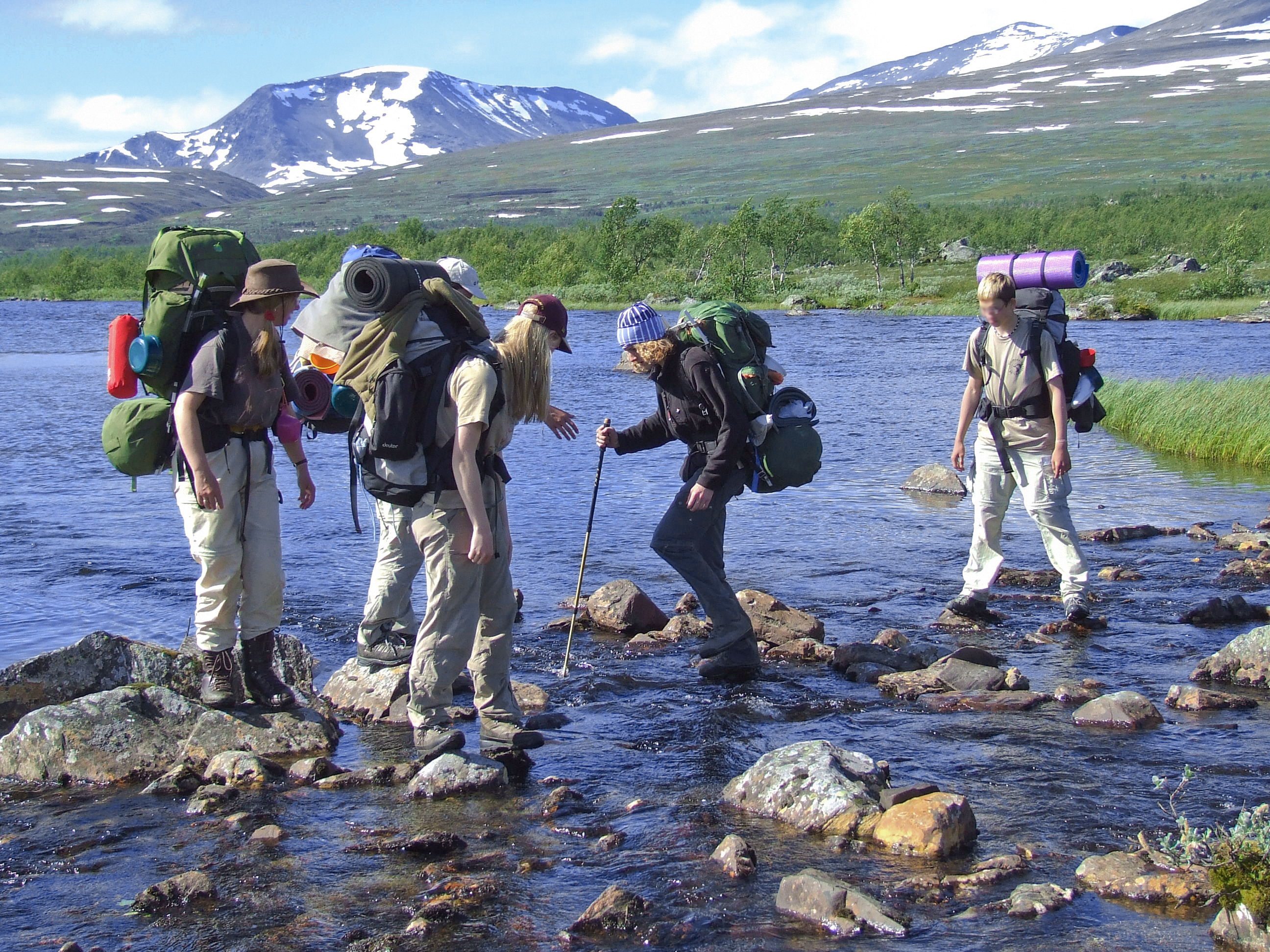
Flussüberquerungen erfordern Bedacht und einschlägige Fertigkeiten – hilfreich sind dabei Wanderstöcke und ein Seil

Beim Trekking sind regionale Richtlinien zum Aufenthalt in Naturschutzgebieten sowie in militärischen Sperrgebieten zu beachten. In einigen Gebieten sind individuelle Genehmigungen erforderlich, die die Besucherdichte in bestimmten Gebieten begrenzen sollen. Der Aufenthalt in manchen Gebieten darf nur mit Hilfe von erfahrenen Reiseveranstaltern erfolgen. In Mitteleuropa gibt es zum Betreten von Privatbesitz national unterschiedliche Regelungen. Während in Schottland und Skandinavien das Jedermann-Recht gilt, ist das Betreten von Privatgrund in etlichen anderen Ländern, wie beispielsweise in den USA und Kanada, verboten. Dieser muss in der Wildnis nicht zwangsläufig gekennzeichnet sein.
Neben der Maxime „Hinterlasse nichts außer deinen Fußspuren und nimm nichts mit außer deinen Eindrücken“ sind in einigen Schutzgebieten strenge Regeln zu beachten. So dürfen etwa am Denali (Mount McKinley) auch keine Exkremente und andere kompostierbare Abfälle verbleiben.
In vielen Gegenden kann und sollte man am Beginn einer Tour seine Tourdaten (Strecke, Tagesziele) an einem geeigneten Ort hinterlassen. Ein erhöhtes Sicherheitsrisiko besteht bei Touren von Einzelwanderern, wenn die Route durch einsame Gegenden führt, die selten begangen werden oder auf selbst zusammengestellten Treks, die abseits der touristisch erschlossenen Routen liegen.

## Treks

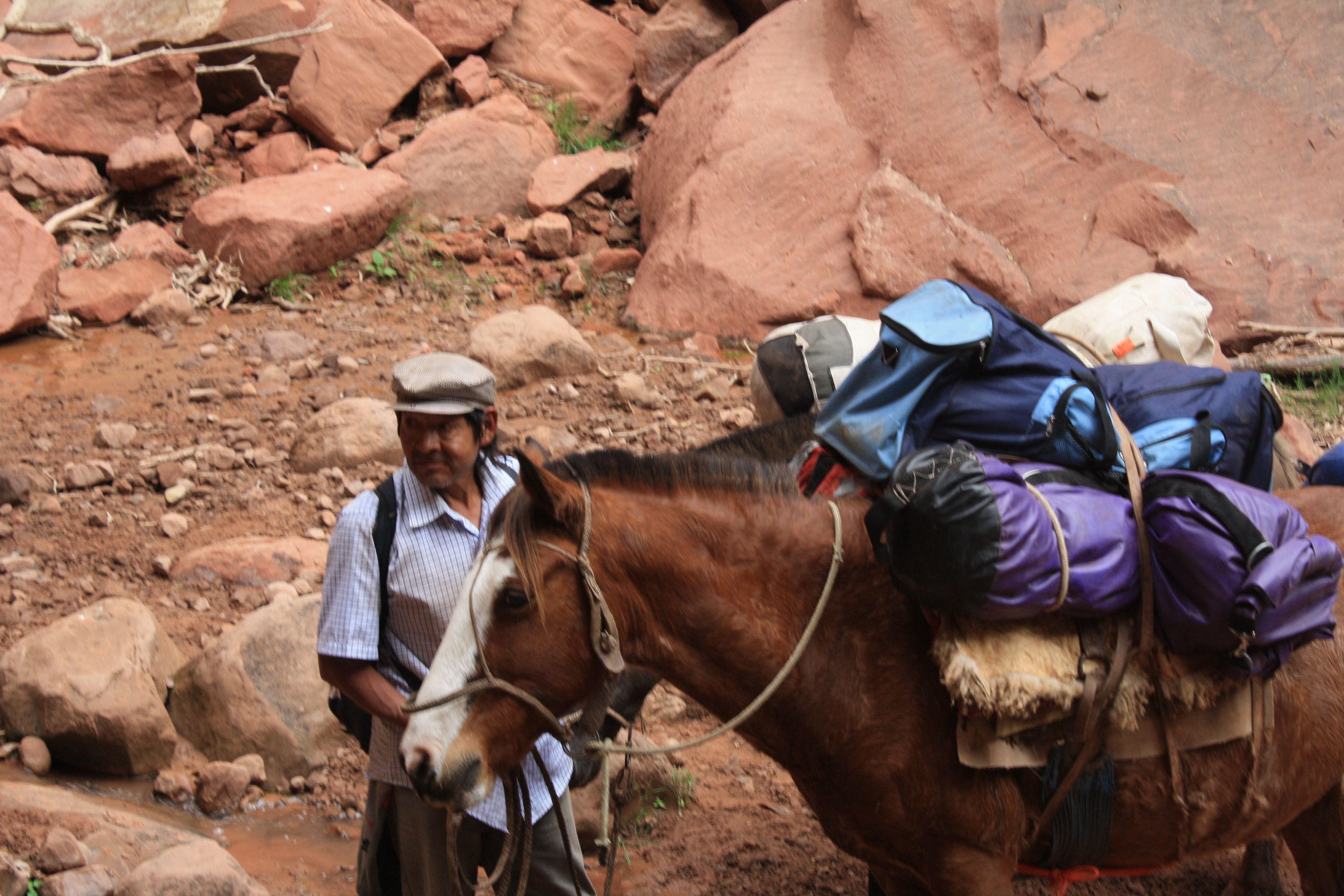
Trekking-Packpferde in Argentinien: „Trekking light“

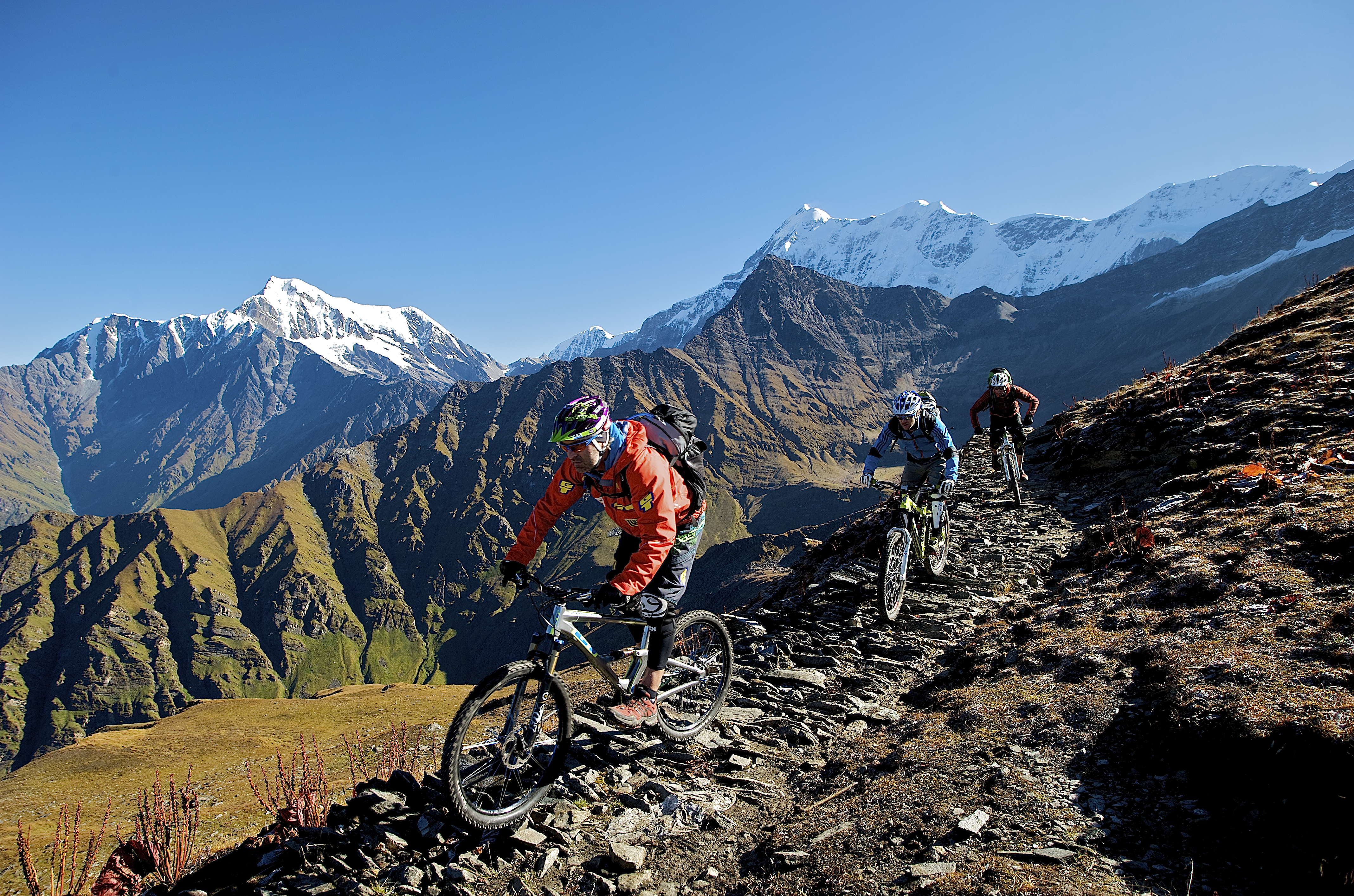
Trekking per Mountainbike: „Trekking hard“

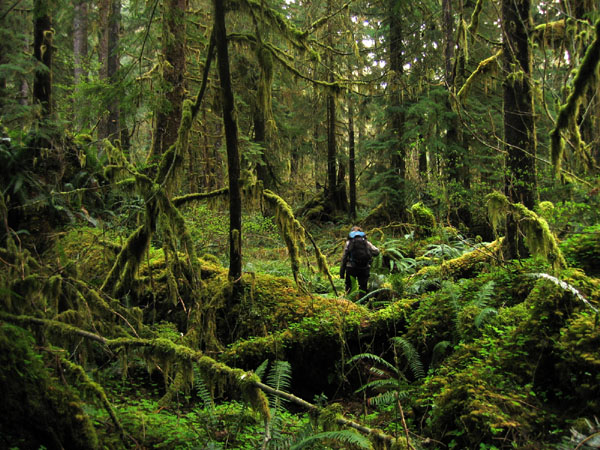
Waldtrekking an der Westküste der USA (Olympic Rainforest)

„Man muß niemandem etwas beweisen, einzig der Natur schuldet man allen Respekt!“

Treks (Trekkingtouren) können nach der Dauer, z. B.
- kurz = 3–7 Tage,
- durchschnittlich = um 14 Tage,
- lang = über 30 Tage,

dem Schwierigkeitsgrad; etwa
- unschwere Hüttenwanderung mit leichtem Gepäck in den Alpen auf durchgehend bezeichneten, unterhaltenen Wanderwegen mit Brücken,
- mittelschwere Zelt- und Hüttentour im norwegischen Fjell auf meist markierten Pfaden (Steinmännchen) mit und ohne Brücken,
- schwere Zelttour mit maximalem Gepäck im schwedischen Sarek-Nationalpark auf unmarkierten Pfaden oder weglos, gänzlich ohne Brücken,
- sehr schwere Hochgebirgstour in Nepal in großer Höhe, mit Klettereinlagen und verschiedenen Hindernissen,
- expeditionsähnliche Touren mit besonderen Herausforderungen an die körperliche und psychische Leistungsfähigkeit,[1]

nach der Region, etwa
- Polartrekking,
- Vulkantrekking,
- Dschungeltrekking,

und seit der zunehmenden Vermarktung als Trendsport auch nach diversen Abwandlungen, die den Gepäcktransport erleichtern und zusätzliche Erlebnisse bieten oder bei denen andere Art der nicht motorisierten Fortbewegung genutzt werden, unterschieden werden. Einige Beispiele
- Tourenski-, Langlaufski- oder Schneeschuh-Trekking
- Kanu-Trekking,
- Fahrrad-Trekking,
- Dogtrekking
- Esel-, Pony- oder Lama-Trekking (in der Regel werden die Tiere geführt; Wanderreiten wird in der Regel nicht als Trekking bezeichnet),
- Trekkingtour im Himalaya mit einheimischen Trägern, die an die Höhe gewöhnt sind

## Trekkinggebiete der Erde

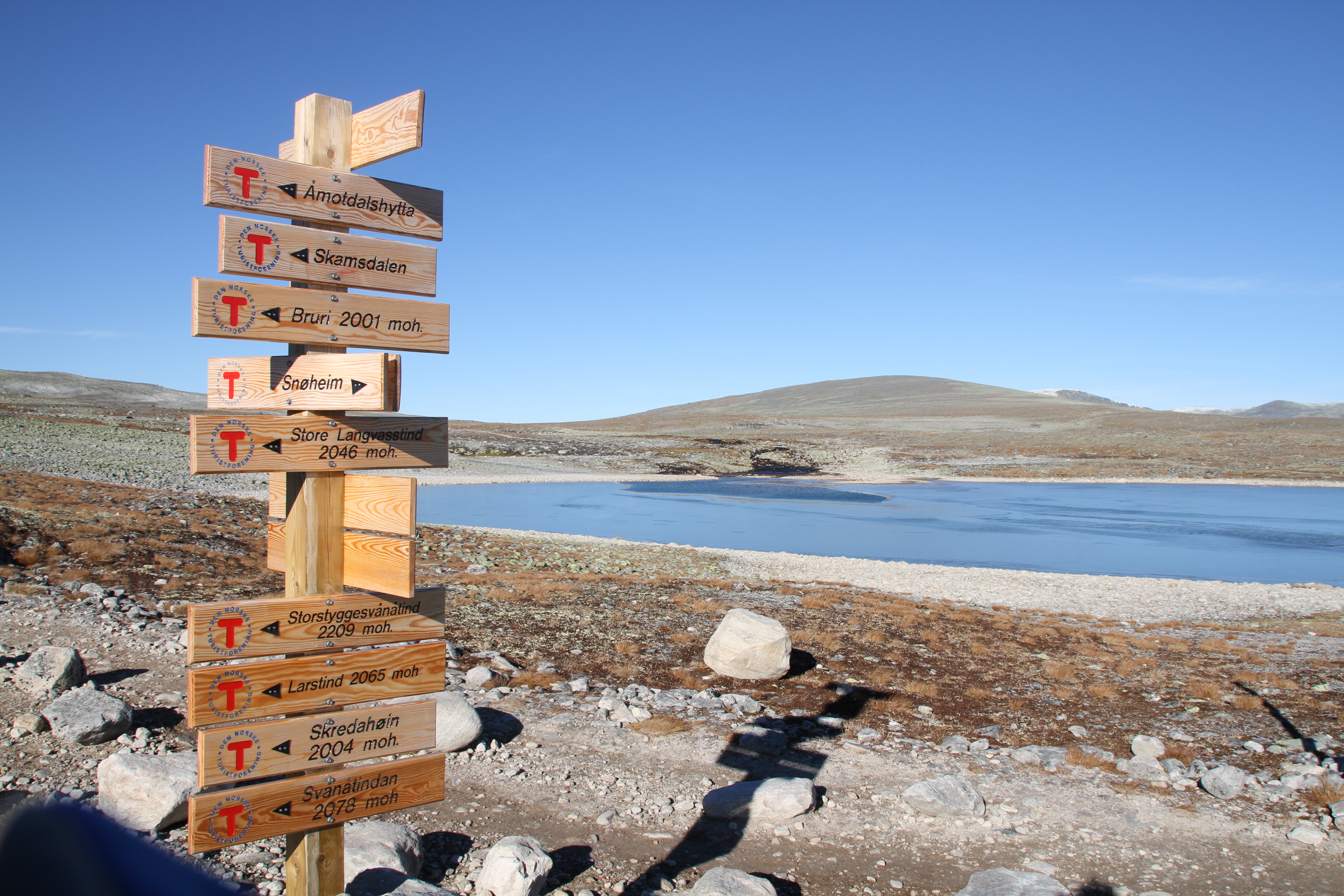
Richtungsschilder im Dovrefjell, Norwegen

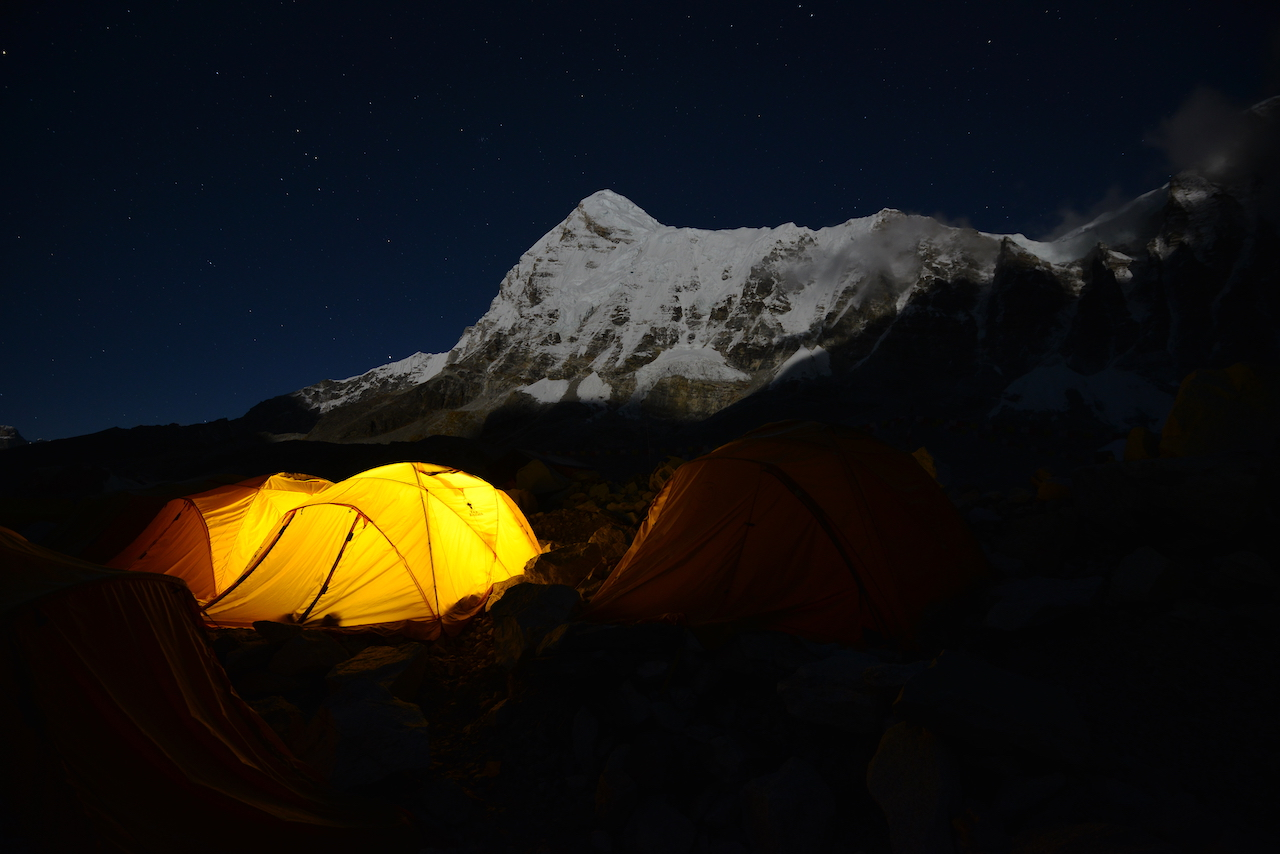
Nächtliche Zelte am Everest Basecamp

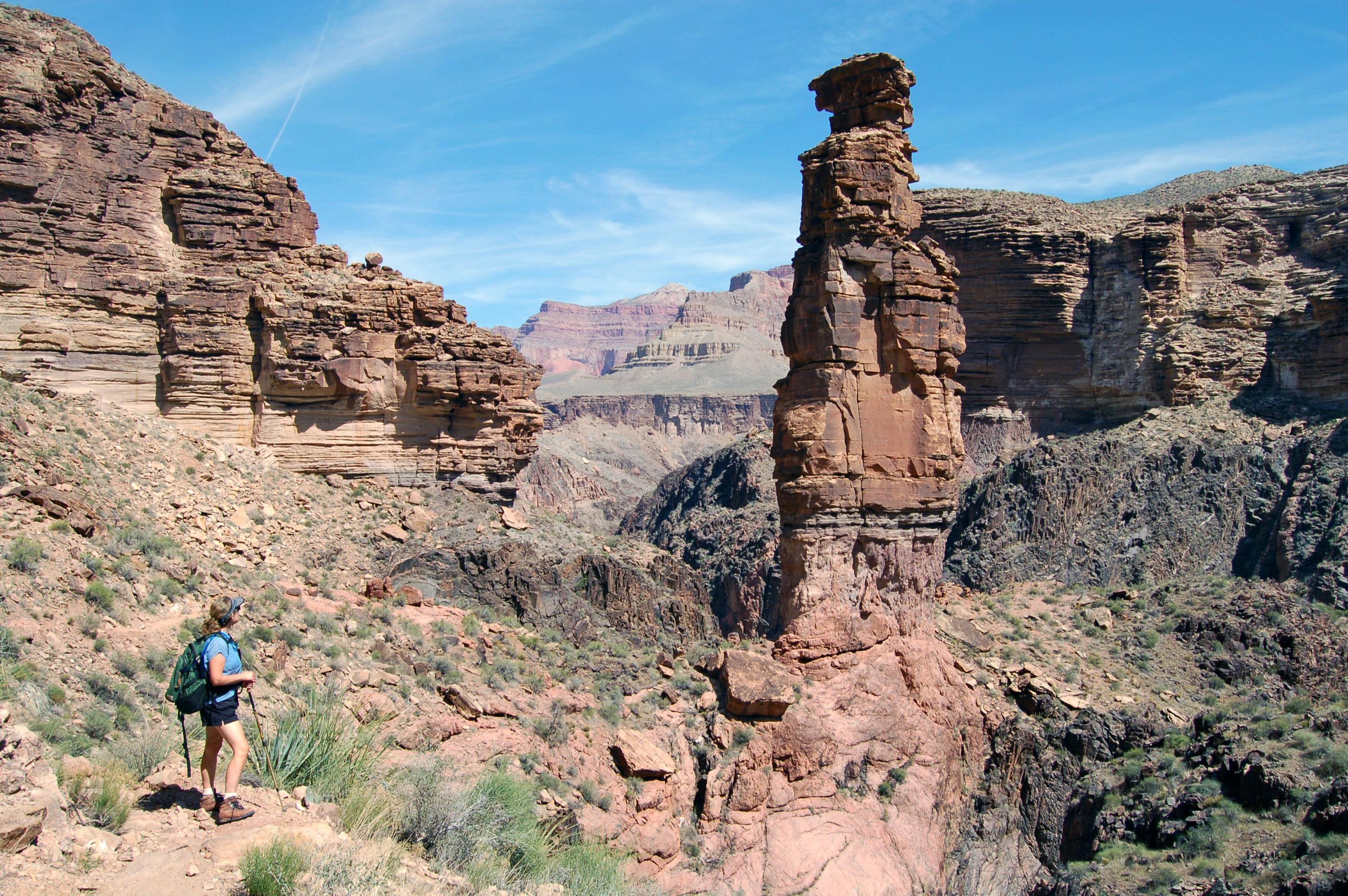
Auf dem Tonto-Trail im Grand Canyon Nationalpark

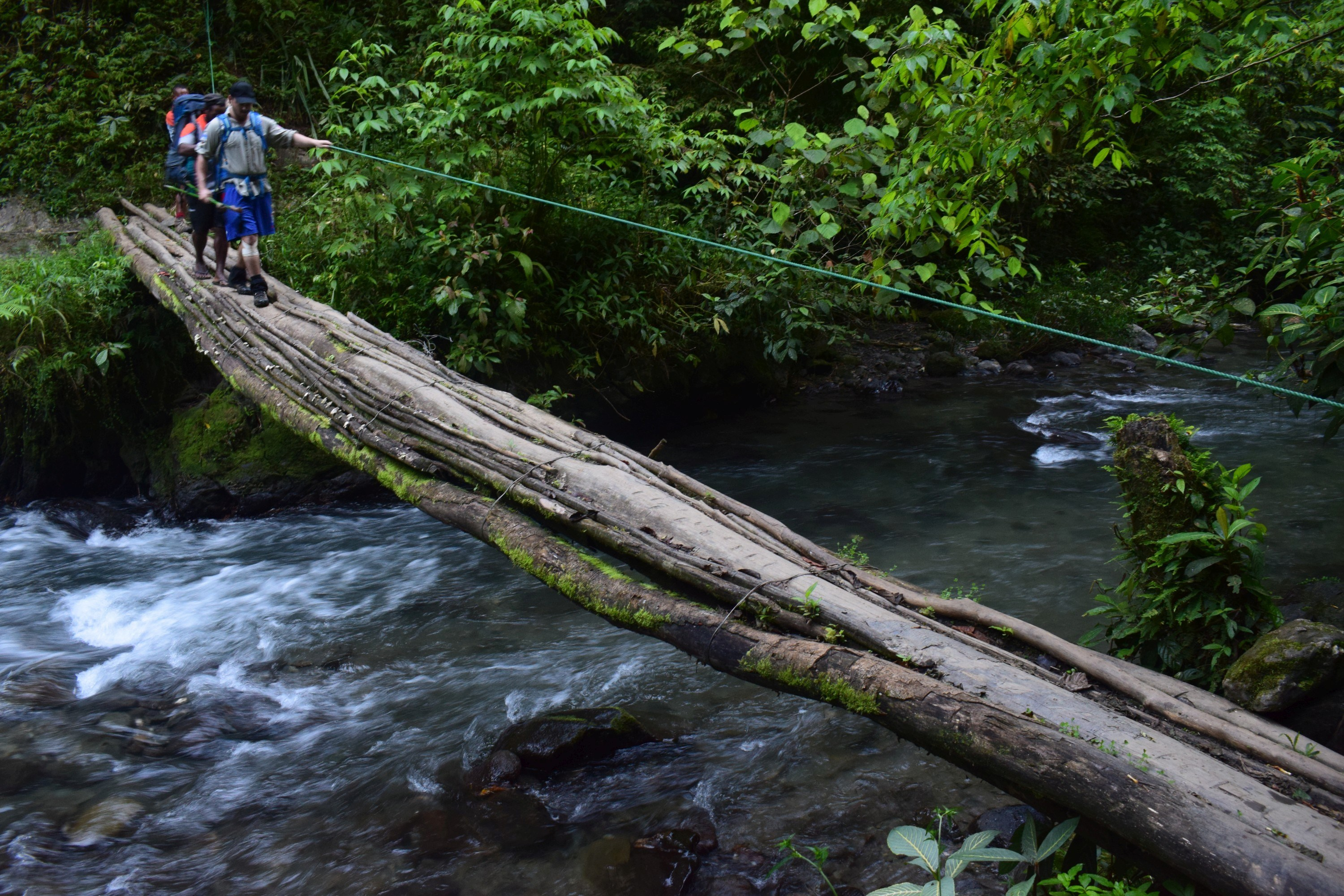
Brücke auf dem Kokoda Track in Papua-Neuguinea

Im Folgenden einige Beispiele für berühmte Trekkingrouten im Hochgebirge oder naturnahen Regionen ohne nennenswerte Infrastruktur ab etwa 100 Kilometer Länge:

### Europa
- Nordkalottleden (ca. 800 km), Nord-Norwegen, -Schweden, -Finnland
- Kungsleden (ca. 500 km) Schweden
- „Südlicher Kungsleden“ (ca. 350 km) Schweden
- Selvaggio Blu (212 km), Sardinien
- Forststeig Elbsandstein (105 km), Deutschland
- Peaks of the Balkans (192 km), Albanien, Kosovo, Montenegro
- GR 20 (ca. 180 km), Korsika
- GR 221 (ca. 150 km), Mallorca
- Padjelantaleden (ca. 140 km), Schweden
- Hardangervidda (137 km), Norwegen
- Ruta Circular Picos de Europa (ca. 116 km), Spanien
- Askja Hiking Trail (108 km), Island
- Haute Route (94 km), Schweiz

### Asien
- Tōkai Nature Trail (1697 km), Japan
- Snowman Trek (347 km), Bhutan
- Annapurna Circuit (ca. 200 km), Nepal
- Manaslu Circuit (ca. 180 km), Nepal
- Frolikha Adventure Coastline Track (ca. 100 km), Baikalsee (Sibirien)

### Afrika
- Rim of Africa (ca. 650 km), Südafrika

### Nordamerika
- Pacific Crest Trail (4265 km), Kalifornien, Oregon, Washington
- Appalachian Trail (ca. 3500 km), „13 Gründungsstaaten der USA“
- John Muir Trail (ca. 340 km), Kalifornien
- Arctic Circle Trail (ca. 170 km), Grönland (West)
- Tonto Trail (113 km), Grand Canyon, Arizona

### Südamerika
- Cordillera-Huayhuash-Runde (ca. 170 km), Peru

### Australien / Ozeanien
- Teilstrecken des Te Araroa Trail (ges. ca. 3030 km), Neuseeland
- Kokoda Track (96 km), Papua-Neuguinea